# Bergamo
Bergamo (IPA: [ˈbɛrɡamo], ; Bèrghem, [ˈbɛɾɡɛm], in dialetto bergamasco, , fino al XVIII secolo anche Bergomo) è un comune di 120 501 abitanti, capoluogo dell'omonima provincia in Lombardia. È il quarto comune più popoloso della regione dopo Milano, Brescia e Monza.
L'abitato di Bergamo è suddiviso in due parti distinte, la «Città Bassa» e la «Città Alta»; quest'ultima è posta in altitudine più elevata e ospita la maggioranza dei monumenti più significativi, mentre la Città Bassa, benché sia anch'essa di antica origine e conservi i suoi nuclei storici, è stata resa in parte più moderna da alcuni interventi di urbanizzazione. Le due porzioni dell'abitato sono separate dalle mura veneziane, annoverate dal 2017 fra i patrimoni dell'umanità tutelati dall'UNESCO. Nel 2023 la città è stata insignita Capitale italiana della cultura insieme alla vicina Brescia.
Bergamo è soprannominata «la città dei Mille» per via del cospicuo numero di volontari bergamaschi  – circa 180 – che presero parte alla spedizione dei Mille guidata da Giuseppe Garibaldi, un episodio cruciale del Risorgimento.

## Etimologia del toponimo
In latino classico il toponimo è attestato come Bergomum, mentre nel latino tardo Bergame. Il toponimo nel locale dialetto bergamasco della lingua lombarda è invece Bèrghem. Varie sono le ipotesi avanzate per tracciare l'origine del nome della città.
Lo storico e politico bergamasco Bortolo Belotti ha accostato il toponimo a precedenti nomi celtici e preceltici, dai quali deriverebbe Bèrghem, di cui Bergomum sarebbe poi stata solo la latinizzazione; la parola berg nel celtico indica una protezione, fortificazione o dimora. Nelle scritture del periodo di latinizzazione sotto il dominio romano, il toponimo Bergomum è esplicitamente associato a Bergimus, dio celtico dei monti o delle dimore. Il linguista e storico bergamasco Antonio Tiraboschi ha sostenuto invece una derivazione del toponimo dal germanico.
È da notare come il toponimo bergamasco sia analogo a toponimi in vari paesi di lingua germanica, come varie località denominate Berghem o Berchem nei Paesi Bassi, Belgio e Lussemburgo, numerose località denominate Bergheim in Germania, Austria e Grande Est di Francia, e varie Berg(h)em in Scandinavia; in tedesco moderno Berg significa "montagna", e Heim significa "dimora", così come in svedese berg+hem, in inglese berg(desueto)+home, e così via nelle altre lingue germaniche. L'ipotesi di una derivazione germanica di "Bergamo" (che deriverebbe quindi dal germanico *berga(z) "monte" e *haima(z), ossia "dimora", "villaggio" o "mondo") si scontra tuttavia con l'assenza di documenti riguardo a insediamenti germanici nella zona precedenti all'insediamento dei Longobardi che si stanziarono nella parte settentrionale della penisola italica dopo il crollo dell'impero di Roma.
È stata proposta altresì un'origine più generale ma sempre indoeuropea del nome, accostando il toponimo al greco Πέργαμον (Pérgamon) "cittadella, rocca" (in riferimento a fortezze in cima a un colle), ma anche a nomi antichi liguri quali Bergima, località nei dintorni di Marsiglia, sempre comunque derivanti da una comune radice indoeuropea *bherg, "alto".

## Geografia fisica

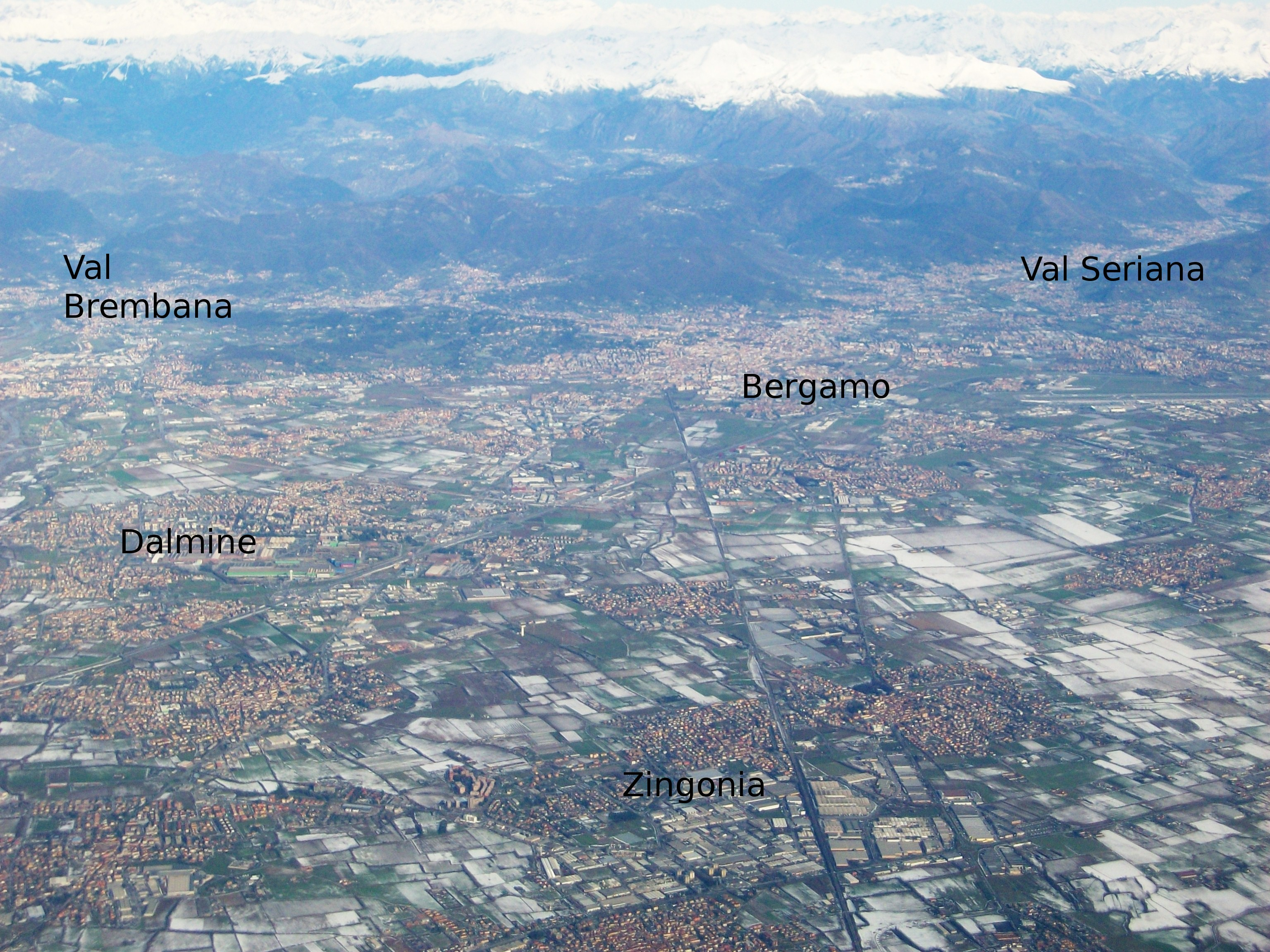
Vista aerea di Bergamo e hinterland

Bergamo si trova in territorio pedemontano, laddove l'alta pianura lascia spazio agli ultimi colli delle Alpi e Prealpi Bergamasche, a metà strada tra i fiumi Brembo e Serio. Il nucleo antico della città è stato fondato proprio sui colli.

### Idrografia

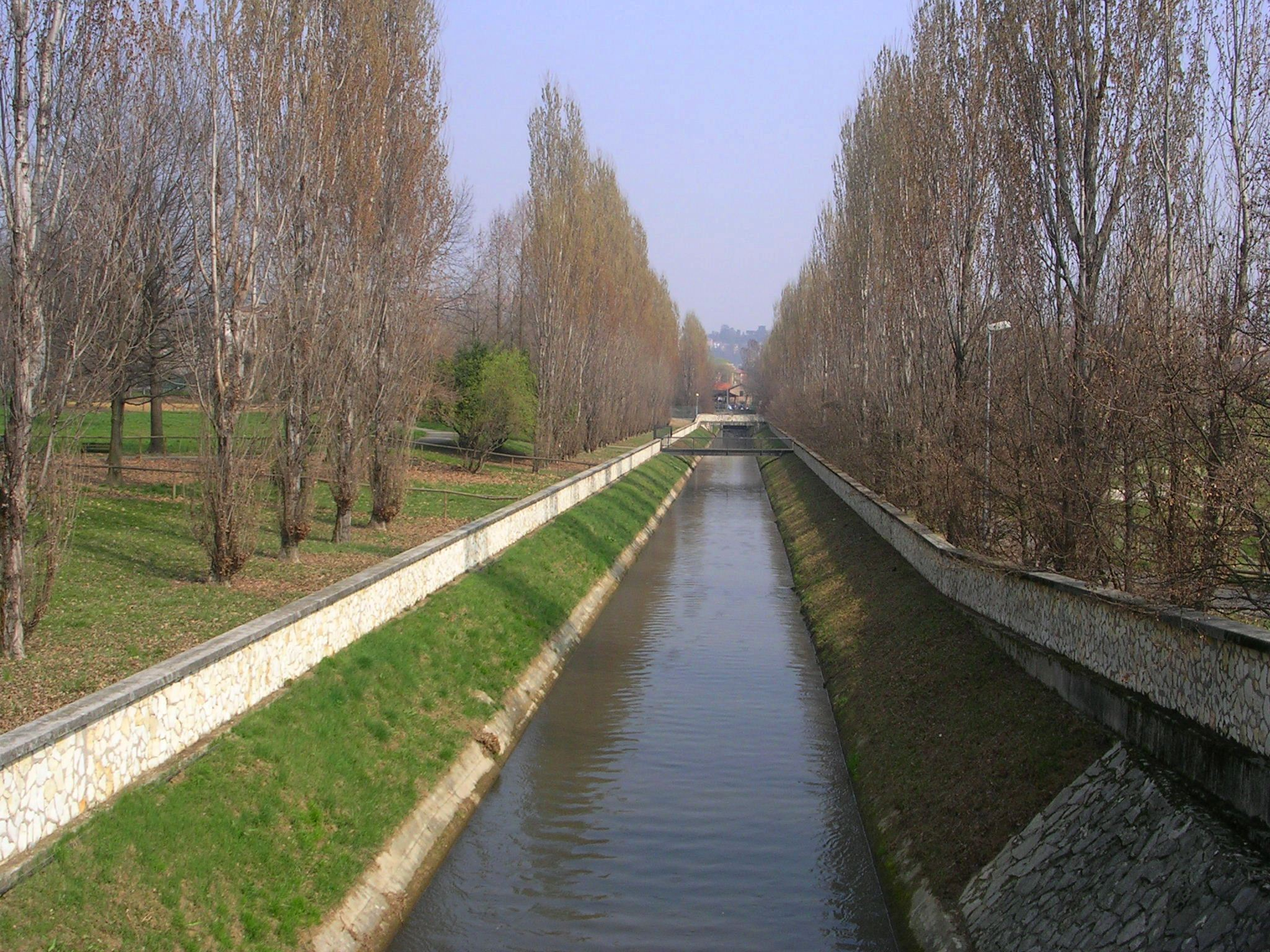
La Roggia Serio Grande nei pressi della città

Il principale corso d'acqua della città è il torrente Morla che scorre con andamento sinusoidale e per lunghi tratti interrato al di sotto di strade e parcheggi, in seguito all'imponente opera di cementificazione alla quale è stata sottoposta la città nella seconda metà del XX secolo. Tra i suoi tributari vi è il Tremana, anch'esso quasi totalmente canalizzato, che nasce dalla Maresana e si gonfia d'acqua solo occasionalmente dopo abbondanti piogge.
Inoltre la città è attraversata longitudinalmente da un sistema di rogge che vi porta le acque del fiume Serio a fini di irrigazione e, un tempo, per azionare mulini e filatoi. Tra le principali vi sono la Roggia Serio e la Roggia Morlana, ma degne di nota sono anche la Roggia Guidana, la Roggia Nuova, la Roggia Curna e la Roggia Colleonesca.

### Orografia
Il Canto Alto è il primo monte delle Alpi e Prealpi Bergamasche che si innalza a ridosso della città; esso si trova nel territorio di Sorisole, ed è stato un rifugio sicuro per la popolazione durante le guerre mondiali.
La Città Alta poggia inoltre su un sistema di sette colli, estrema propaggine meridionale delle stesse Alpi e Prealpi Orobie prima della pianura: Colle Aperto, Colle San Giovanni, Colle San Salvatore, Colle di Rosate, Colle di Gromo, Colle Santa Eufemia e Colle San Michele del Pozzo.

### Clima

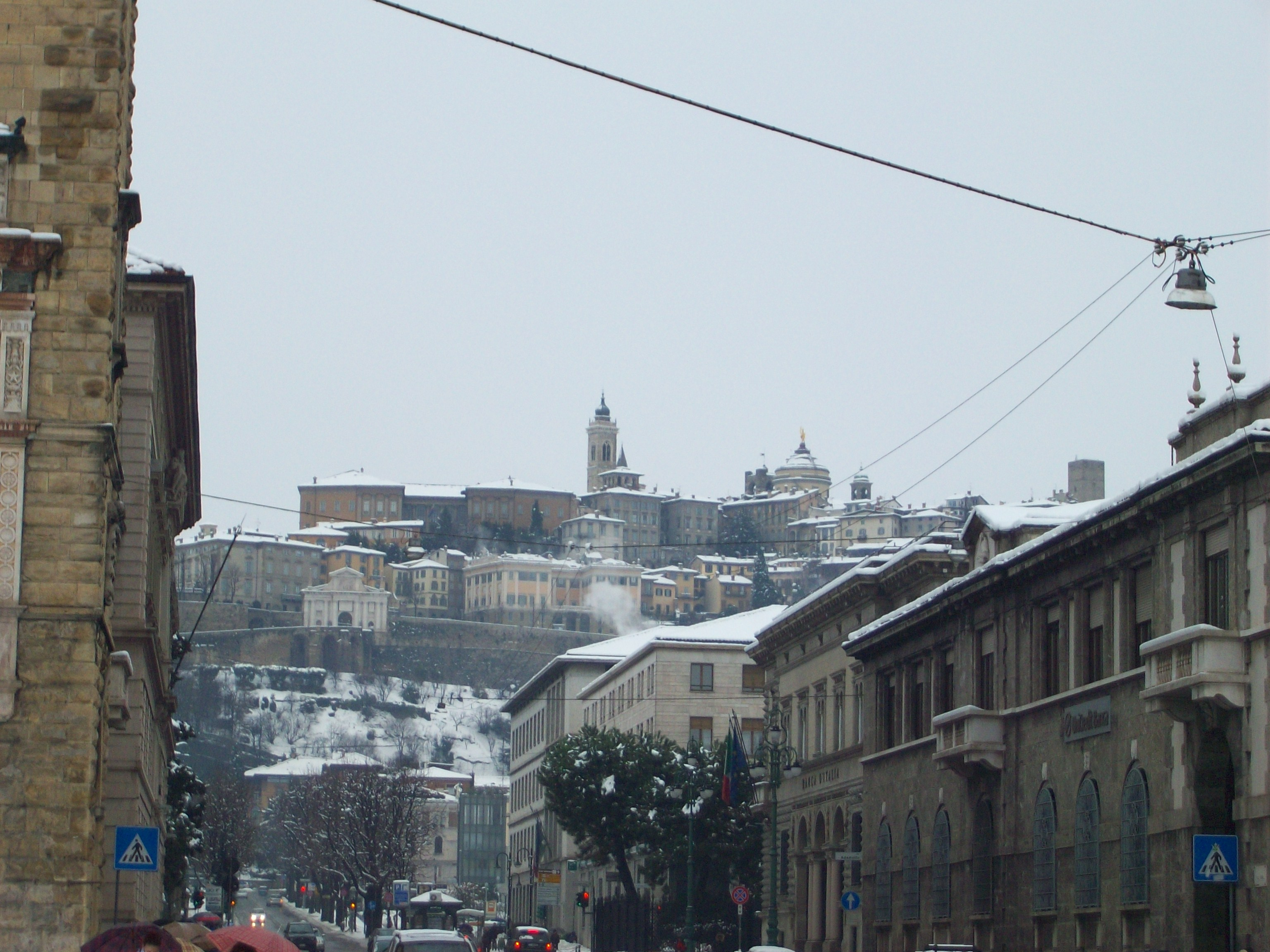
Città Alta d'inverno coperta dalla neve

Bergamo, secondo la classificazione dei climi di Köppen, gode di un clima tipicamente temperato delle medie latitudini, piovoso o generalmente umido in tutte le stagioni con estati molto calde ed inverni abbastanza rigidi tipici delle zone pedemontane. La sua vicinanza alle Prealpi influisce in modo significativo sulle temperature invernali che si presentano più elevate rispetto alla media della Pianura Padana; questo fattore, oltre alle brezze di valle notturne, permette di evitare i fenomeni di nebbia invernale persistente (peraltro in drastica diminuzione) e di afa estiva che caratterizzano la vicina Milano. Il clima favorevole e piuttosto mite ha influito positivamente anche nella produzione di vino e olio lungo la fascia collinare cittadina, oltre alla diffusione di alcune specie naturalizzate tipiche del Clima mediterraneo.
Le precipitazioni medie annue sono superiori ai 1 165 mm, mediamente distribuite su 97 giorni; presentano un picco estivo ed autunnale e minimo relativo invernale. Si concentrano nei periodi compresi tra marzo e maggio e tra ottobre e novembre inoltrato.
L'inverno è compreso generalmente tra metà novembre e metà marzo, ed è caratterizzato da una percentuale di piovosità molto bassa rispetto alla media italiana, mentre l'estate da fine maggio a metà settembre, ed è caratterizzata da fenomeni temporaleschi soprattutto verso la fine della stagione.
La presenza di neve è molto discontinua, generalmente arriva ad ogni inverno ma in quantità discrete e tendenti a calare negli ultimi anni. Le cause sono di vario tipo, come il minimo pressorio troppo a meridione, precipitazioni che solitamente si concentrano più a nord ovest rispetto alla città, oppure ventilazione mite nei bassi strati, in un contesto di innalzamento delle temperature medie globali.
In base alla media trentennale di riferimento 1981-2010, la temperatura media del mese più freddo, gennaio, si attesta a +3,1 °C; quella del mese più caldo, luglio, è di +23,8 °C.
| Bergamo Orio al Serio              | Mesi         | Mesi         | Mesi        | Mesi        | Mesi        | Mesi        | Mesi        | Mesi        | Mesi        | Mesi        | Mesi        | Mesi         | Stagioni | Stagioni | Stagioni | Stagioni | Anno  |
| Bergamo Orio al Serio              | Gen          | Feb          | Mar         | Apr         | Mag         | Giu         | Lug         | Ago         | Set         | Ott         | Nov         | Dic          | Inv      | Pri      | Est      | Aut      | Anno  |
| ---------------------------------- | ------------ | ------------ | ----------- | ----------- | ----------- | ----------- | ----------- | ----------- | ----------- | ----------- | ----------- | ------------ | -------- | -------- | -------- | -------- | ----- |
| T. max. media (°C)                 | 7,0          | 9,0          | 13,7        | 17,2        | 22,6        | 26,8        | 29,2        | 28,7        | 23,8        | 18,3        | 11,8        | 7,6          | 7,9      | 17,8     | 28,2     | 18,0     | 18,0  |
| T. min. media (°C)                 | −0,8         | 0,0          | 3,8         | 7,5         | 12,3        | 15,9        | 18,3        | 18,1        | 14,4        | 10,0        | 4,5         | 0,2          | −0,2     | 7,9      | 17,4     | 9,6      | 8,7   |
| T. max. assoluta (°C)              | 21,9 (2007)  | 22,7 (1990)  | 27,1 (2002) | 31,9 (2011) | 35,5 (2009) | 36,6 (2019) | 39,0 (1983) | 37,9 (2003) | 34,1 (2024) | 30,4 (2018) | 23,0 (2004) | 19,4 (2023)  | 22,7     | 35,5     | 39,0     | 34,1     | 39,0  |
| T. min. assoluta (°C)              | −15,0 (1985) | −20,1 (1956) | −7,7 (2005) | −3,6 (1973) | 1,7 (1976)  | 4,2 (1953)  | 8,9 (1954)  | 8,4 (1963)  | 5,1 (1972)  | −1,7 (1997) | −7,0 (1989) | −12,4 (1963) | −20,1    | −7,7     | 4,2      | −7,0     | −20,1 |
| Precipitazioni (mm)                | 64           | 69           | 78          | 103         | 99          | 133         | 107         | 129         | 84          | 102         | 129         | 68           | 201      | 280      | 369      | 315      | 1 165 |
| Giorni di pioggia                  | 7            | 7            | 8           | 10          | 10          | 10          | 7           | 9           | 7           | 7           | 9           | 6            | 20       | 28       | 26       | 23       | 97    |
| Eliofania assoluta (ore al giorno) | 2,5          | 3,6          | 4,6         | 5,4         | 6,3         | 6,6         | 8,0         | 7,3         | 6,0         | 4,7         | 2,4         | 2,4          | 2,8      | 5,4      | 7,3      | 4,4      | 5,0   |

## Storia

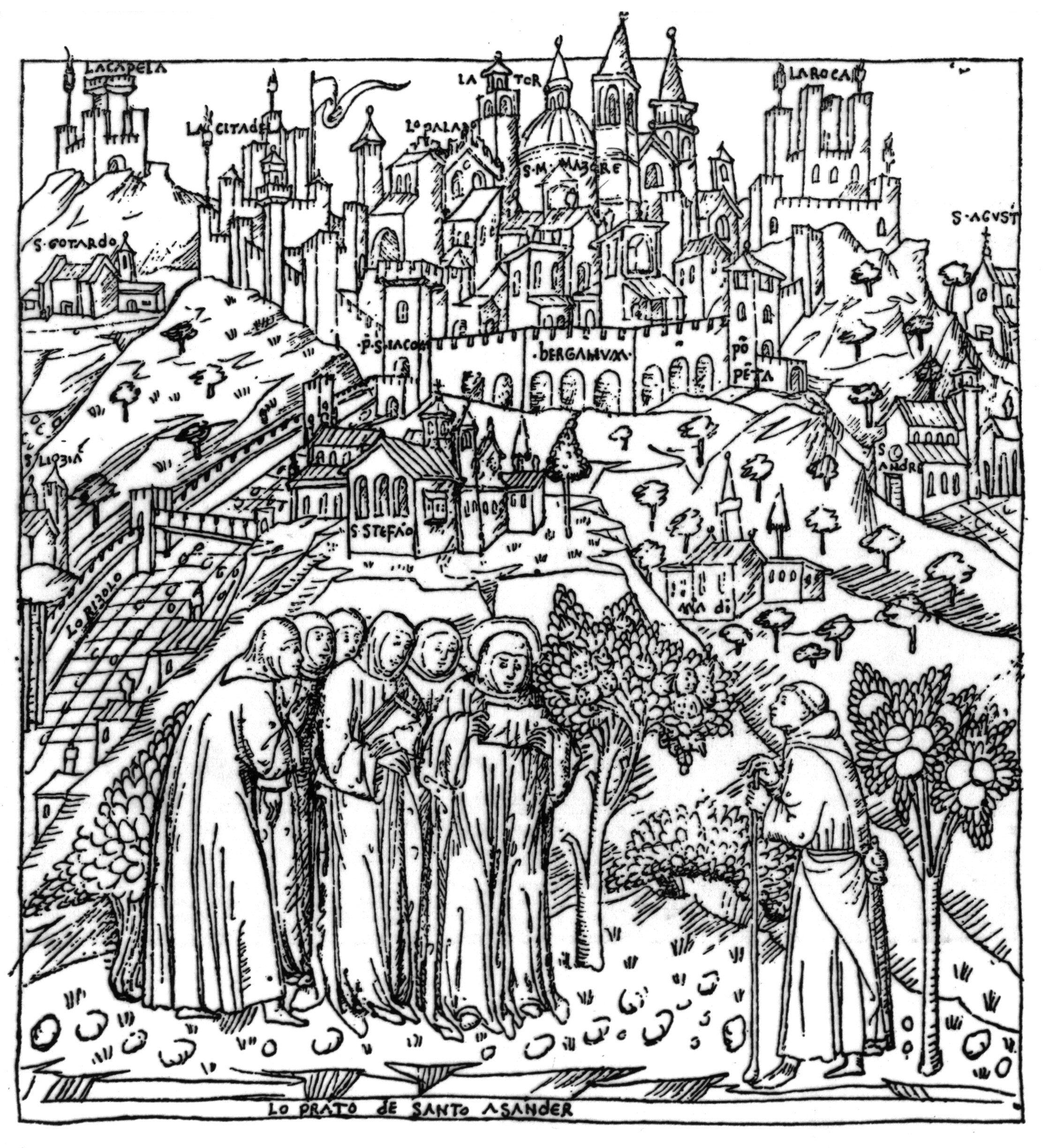
Stampa di Bergamo nel 1450

La prima occupazione è quella dei Liguri e dei Celti (Galli), più precisamente gli Orobi, seguita da quella dei Cenomani e Senoni. In latino è la città conosciuta come Bergomum. La Gallia Transpadana viene quindi annessa alla Repubblica romana in espansione, e dal 49 a.C. anche Bergomum diviene un municipio romano. I romani riedificano il centro secondo gli assi cardo-decumano.
A seguito della caduta dell'Impero romano, Bergomum è ripetutamente saccheggiata, fino all'arrivo dei Longobardi nel 569, che vi insediano un ducato. Spodestati nel 774 dai Franchi con l'incorporazione del Regno longobardo nell'Impero carolingio, la città viene retta da una serie di vescovi-conti. In questo periodo a Bergamo fiorirono le seguenti potenti famiglie longobarde: Suardi, Colleoni, Crotti, Rivola, Mozzi, Martinengo. Nel 904 re Arnolfo conferì al vescovo Adalberto piena giurisdizione politica e civile sulla città, e furono anni di migliorie e rifacimenti, ma nel 1098 la giurisdizione vescovile, dopo una lotta sulle investiture, venne deposta. Dal 1098 Bergamo è Libero comune, e dopo un paio di guerre contro Brescia si unisce alla Lega Lombarda contro l'imperatore Federico Barbarossa del Sacro Romano Impero dei Tedeschi. A partire dal XIII secolo, nell'ambito delle lotte tra guelfi e ghibellini, Bergamo cade sotto l'influenza dei Visconti di Milano, che fortificano la Cittadella.
Dal 1428 Bergamo entra a far parte dei domini della Repubblica di Venezia. I veneziani ricostruiscono la città vecchia, erigendo possenti mura difensive. Il dominio veneto continua fino all'epoca napoleonica quando, dopo la breve esperienza della Repubblica Bergamasca, della Repubblica Cisalpina e del Regno d'Italia, con la Restaurazione Bergamo cade nella sfera austriaca sotto il Regno Lombardo-Veneto. Gli austriaci sono i fautori della prima industrializzazione del territorio bergamasco, con l'impianto di manifatture tessili. Bergamo prende parte al Risorgimento fornendo buona parte dei Mille. Giuseppe Garibaldi stesso entra in città, con i suoi Cacciatori delle Alpi, l'8 giugno 1859. Dal 1860 Bergamo è parte del Regno, e poi della Repubblica Italiana.
La città fu risparmiata da devastazioni durante la seconda guerra mondiale; ebbe la fortuna di non subire alcun bombardamento (se non nella vicina zona industriale di Dalmine). 
Nel 1958 il cardinale Angelo Giuseppe Roncalli, nato a Sotto il Monte, fu eletto al soglio pontificio assumendo il nome di papa Giovanni XXIII.
Dal 9 luglio 2017 le mura veneziane di Bergamo sono entrate a far parte dell'UNESCO, come patrimonio dell'umanità, nel sito seriale transnazionale "Opere di difesa veneziane tra XVI e XVII secolo: Stato da Terra-Stato da Mar occidentale". Ad ottobre dello stesso anno si tiene a Bergamo il 43° vertice del G7 sull'agricoltura nell'ambito del più ampio meeting internazionale organizzato a Taormina. La "Carta di Bergamo", un impegno internazionale firmato durante il vertice, mira a ridurre la fame nel mondo entro il 2030, rafforzare la cooperazione per lo sviluppo agricolo in Africa e garantire la trasparenza dei prezzi.
Nel 2020, durante la prima fase della pandemia di COVID-19, la città di Bergamo e la sua provincia attirano tristemente l'attenzione della cronaca mondiale in quanto uno dei territori italiani ed europei epicentro dal contagio. Le immagini della lunga fila di camion dell'Esercito che trasportano i feretri delle vittime del COVID-19 fuori dalla città ebbero visibilità mondiale.

### Simboli
Lo stemma di Bergamo è contraddistinto dai colori giallo e rosso, dalla raggiera e dalla corona cittadina; la blasonatura ufficiale è la seguente:
(D.P.C.M. del 28 novembre 1959)
 Il giallo rappresenta i guelfi e il rosso i ghibellini.
Prima della sua forma definitiva erano state riconosciute altre versioni dello stemma: uno scudo sannitico, con DCG del 16 maggio 1940 e uno scudo a cartoccio con DPCM del 2 gennaio 1947.
Il gonfalone moderno, concesso con D.P.R. del 20 gennaio 1960, è un drappo di color rosso.

### Onorificenze

#### Città benemerita del Risorgimento
La città di Bergamo è la XVIII tra le 27 città decorate con medaglia d'oro come "benemerite del Risorgimento nazionale" per le azioni altamente patriottiche compiute dalla città nel periodo del Risorgimento, stabilito dalla casa Savoia come quello compreso tra i moti insurrezionali del 1848 e la fine della prima guerra mondiale nel 1918.

#### Città dei Mille

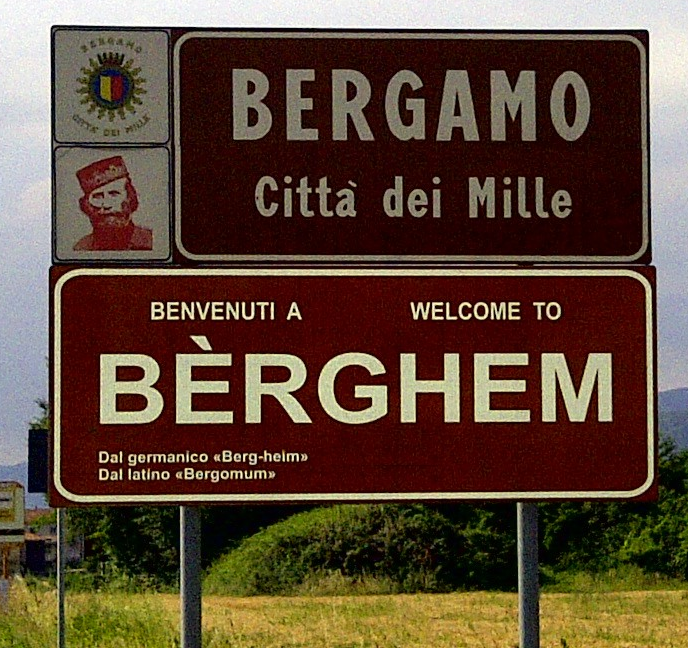
Cartello segnaletico all'ingresso del comune (anche in bergamasco) fino al 2016

Bergamo e la sua provincia contribuirono alla spedizione dei Mille con un notevole numero di cittadini, 174, appartenenti a tutte le classi sociali escluso il mondo rurale. Alcuni di essi assunsero statura storica e rilevanza nazionale non solo come garibaldini ma anche come patrioti per la loro partecipazione agli avvenimenti del 1848.
Si distinsero particolarmente Gabriele Camozzi (Bergamo, 1823 - Dalmine, 1869) e la moglie Alba Coralli (Casteggio, 1818 - Venezia, 1886), Francesco Nullo (Bergamo, 1º maggio 1826 - Krzykawka, Polonia, 5 maggio 1863), Francesco Cucchi (Bergamo, 17 dicembre 1834 - Roma, 2 ottobre 1913), Daniele Piccinini (Pradalunga, 3 giugno 1830 - Tagliacozzo, 9 agosto 1889), Vittore Tasca (Brembate, 7 settembre 1821 - Seriate, 1891) e altri meno noti, specialmente nella campagna garibaldina che valse a Bergamo il titolo ufficiale di Città dei Mille (D.P.R. 20 gennaio 1960).
Adolfo Biffi fu il caduto più giovane dei Mille e aveva, probabilmente, l'incarico di portaordini. A Bergamo esiste una scuola intitolata a suo nome.

## Monumenti e luoghi d'interesse

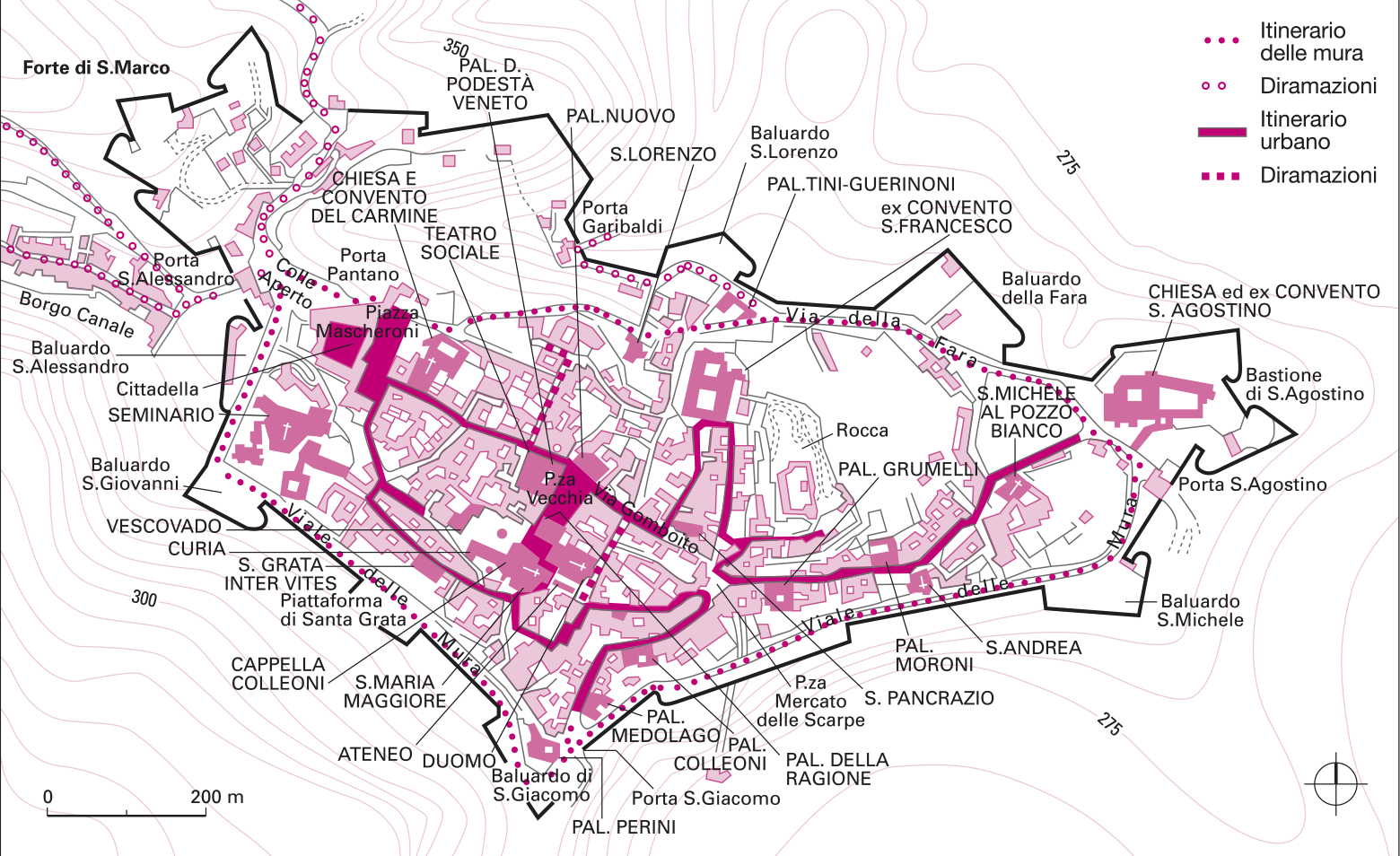
Mappa di Bergamo. Città alta.

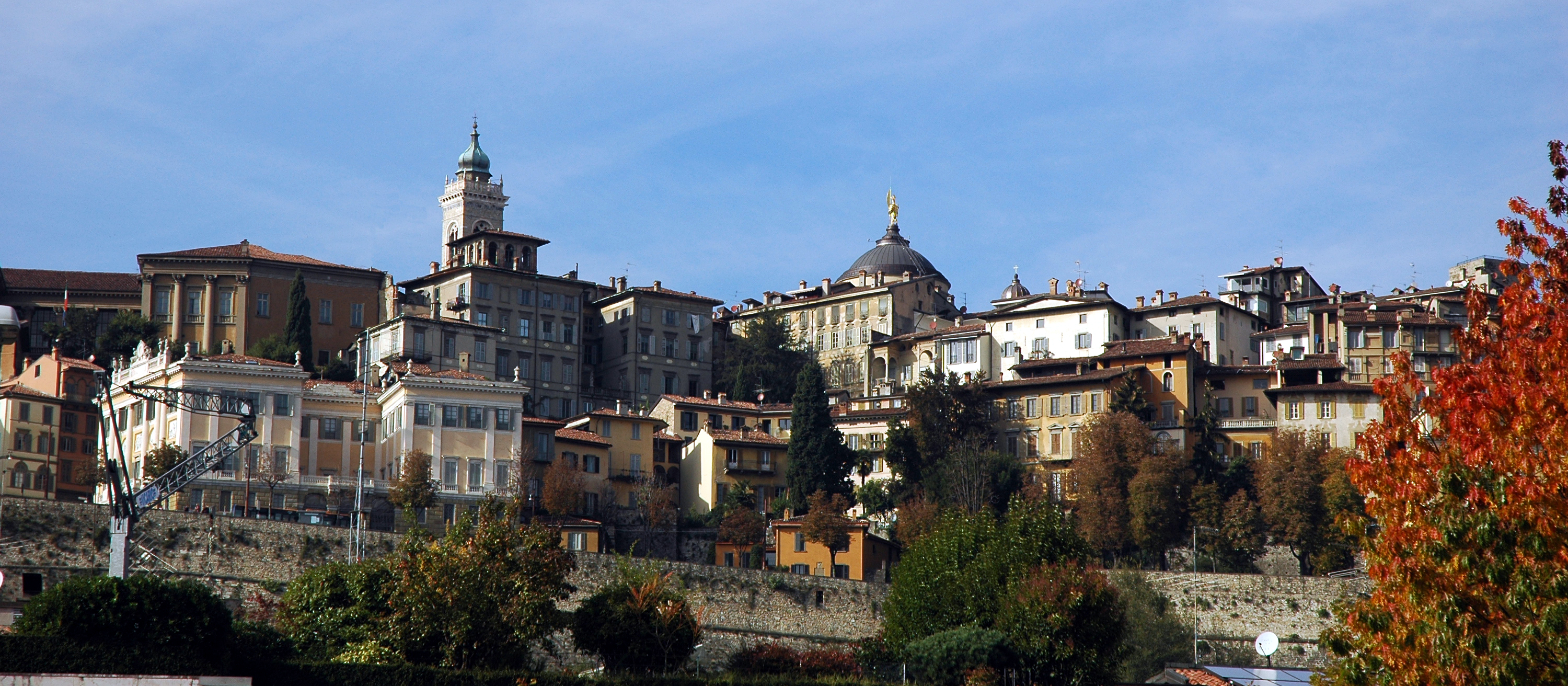
La Città Alta cinta dalle mura

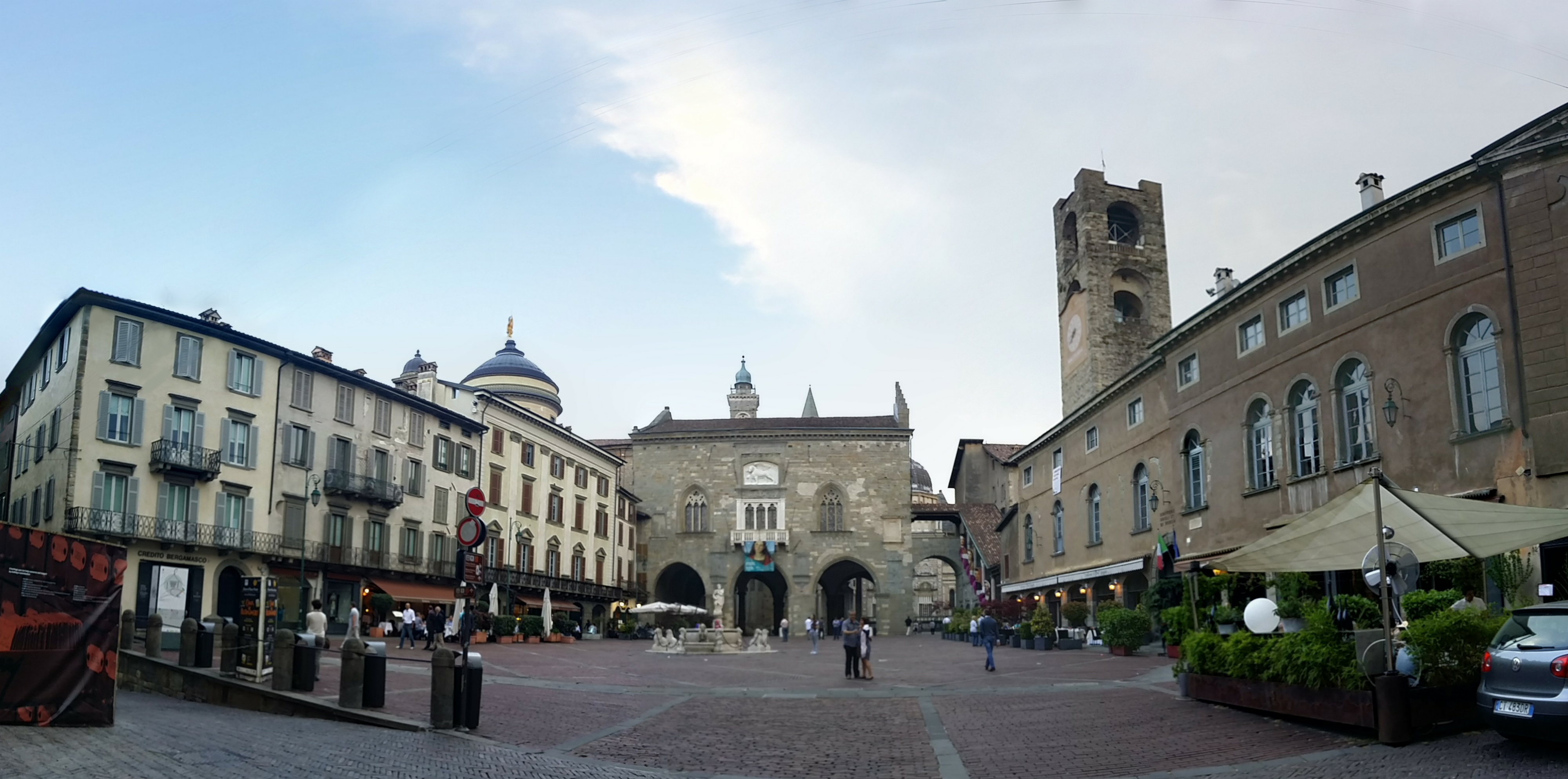
Piazza Vecchia e al centro il Palazzo della Ragione

Il territorio di Bergamo è caratterizzato da una divisione quasi netta dovuta alla sua morfologia che ha permesso il crearsi di un abitato più antico sui colli chiuso tra le mura veneziane, definendo questa zona come “città alta”, mentre la parte conosciuta come “borghi” si sviluppa nella parte inferiore definita come “città bassa”.

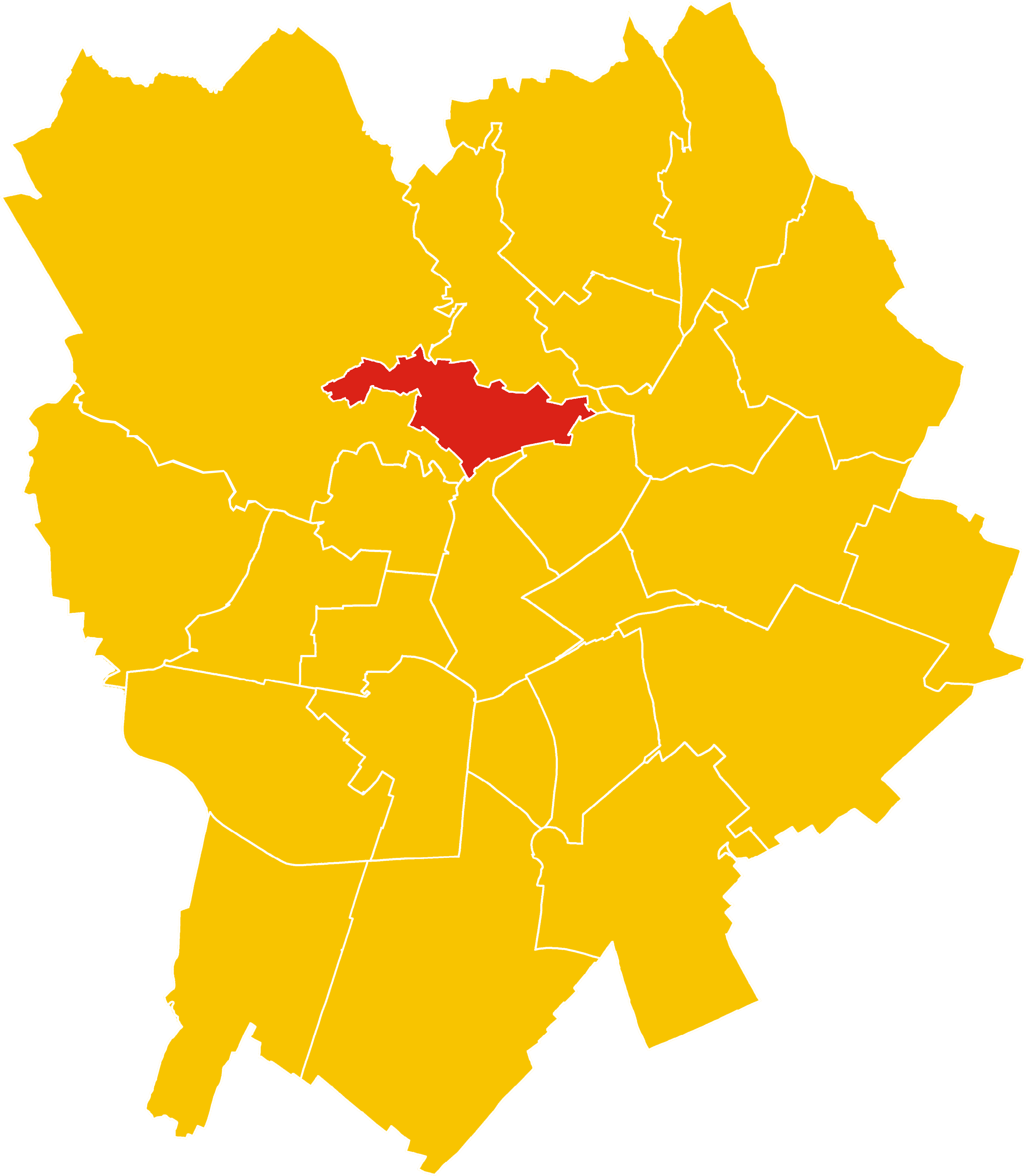
Posizione del quartiere Città Alta all'interno del comune di Bergamo

### Città alta
Bergamo Alta (detta anche "Città alta" o, in passato, "la città", in contrapposizione ai "borghi" bassi) è una città medioevale, circondata da bastioni eretti nel XVI secolo, durante la dominazione veneziana, che si aggiungevano alle preesistenti fortificazioni al fine di renderla una fortezza inespugnabile.
La parte più conosciuta e frequentata di Bergamo Alta è Piazza Vecchia, con la fontana Contarini, il Palazzo della Ragione, la Torre civica (detta il Campanone), che ancora alle ore 22 scocca più di 100 colpi - quelli che in passato annunciavano la chiusura notturna dei portoni delle mura venete - e altri palazzi che la circondano su tutti i lati. Imponente, sul lato opposto al Palazzo della Ragione, il grande edificio bianco del Palazzo Nuovo che ospita la Biblioteca civica Angelo Mai.
Al di là del palazzo della Ragione si trovano la basilica di Sant'Alessandro, la cappella Colleoni dell'architetto Giovanni Antonio Amadeo con i monumenti funebri al condottiero Bartolomeo Colleoni e a sua figlia Medea, il battistero eretto da Giovanni da Campione e la basilica di Santa Maria Maggiore con i suoi bei portali laterali nord e sud, pure di Giovanni da Campione. Quest'ultima chiesa, cittadina, già antica chiesa battesimale, non più della diocesi, all'interno reca i segni architettonici dei vari periodi che si sono susseguiti dall'epoca della sua costruzione. Degni di nota gli intarsi raffiguranti scene bibliche realizzate in legni di vari colori, i cui disegni sono quasi tutti opera di Lorenzo Lotto, e un imponente confessionale barocco scolpito da Andrea Fantoni. La chiesa ospita la tomba del musicista Gaetano Donizetti che a Bergamo ebbe i natali nel 1797.
Via Colleoni, nota anche come Corsaröla, collega piazza Vecchia a piazza della Cittadella ed è il cuore della città alta.
In piazza della Cittadella si trovano il Civico museo archeologico e il Museo "Enrico Caffi" di scienze naturali, poco lontano dai quali si può visitare la Fontana del Lantro, posta presso la chiesa di San Lorenzo. Tra le altre architetture religiose, la chiesa di San Michele al Pozzo Bianco, che conserva gli affreschi con Scene della vita di Maria di Lorenzo Lotto (1525).
Città Alta, oltre a ospitare l'Orto botanico Lorenzo Rota sito in via Colle Aperto, è anche sede della Facoltà di Lingue e Letterature straniere dell'Università degli Studi di Bergamo.
Si può salire in Città Alta a piedi attraverso gli scorlazzini (scalinate che da più punti la collegano alla parte bassa della città), in automobile (anche se è vietato durante i fine settimana estivi e tutto l'anno la domenica pomeriggio), con la funicolare o con l'autobus.

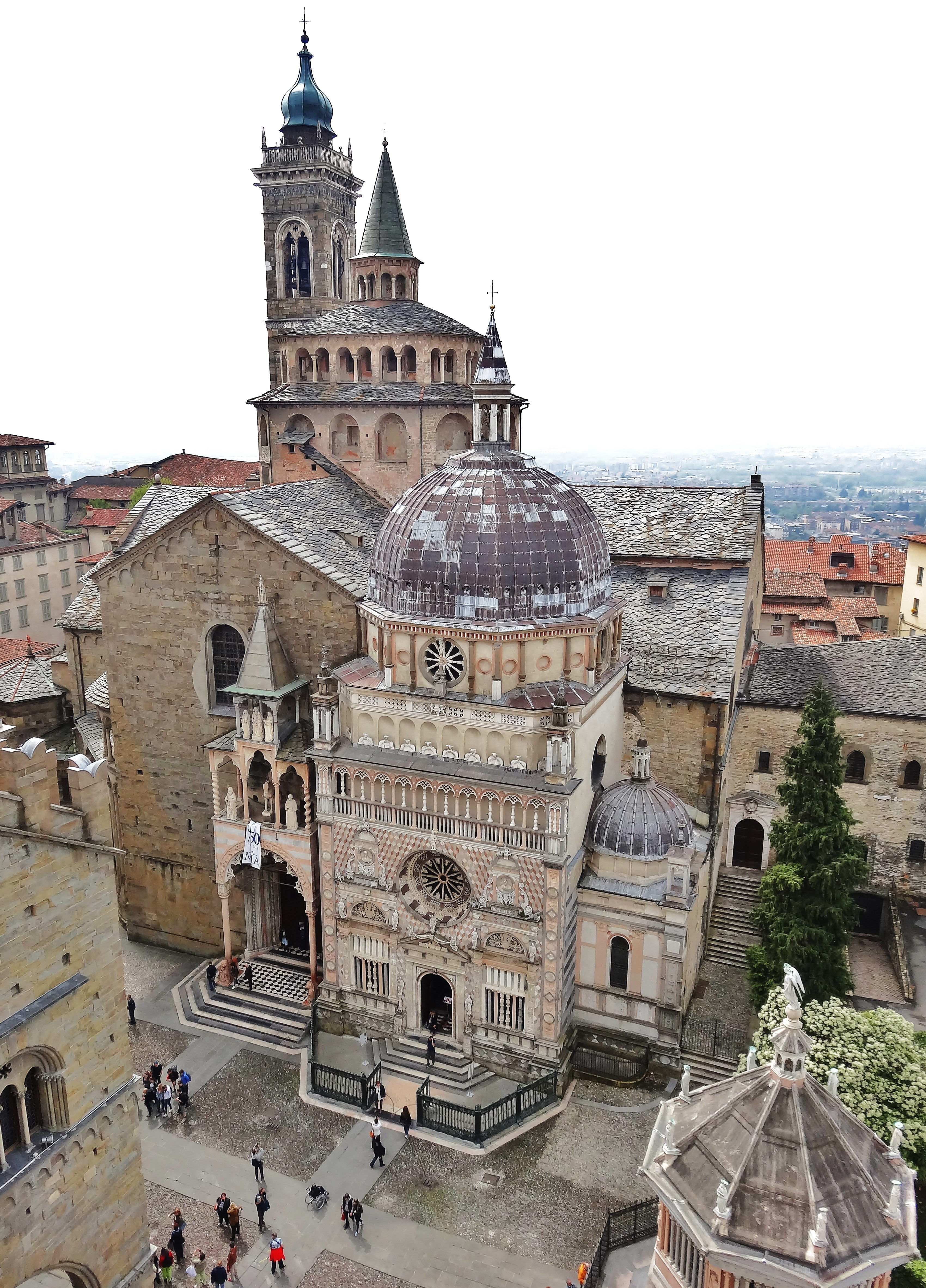
Santa Maria Maggiore e Cappella Colleoni
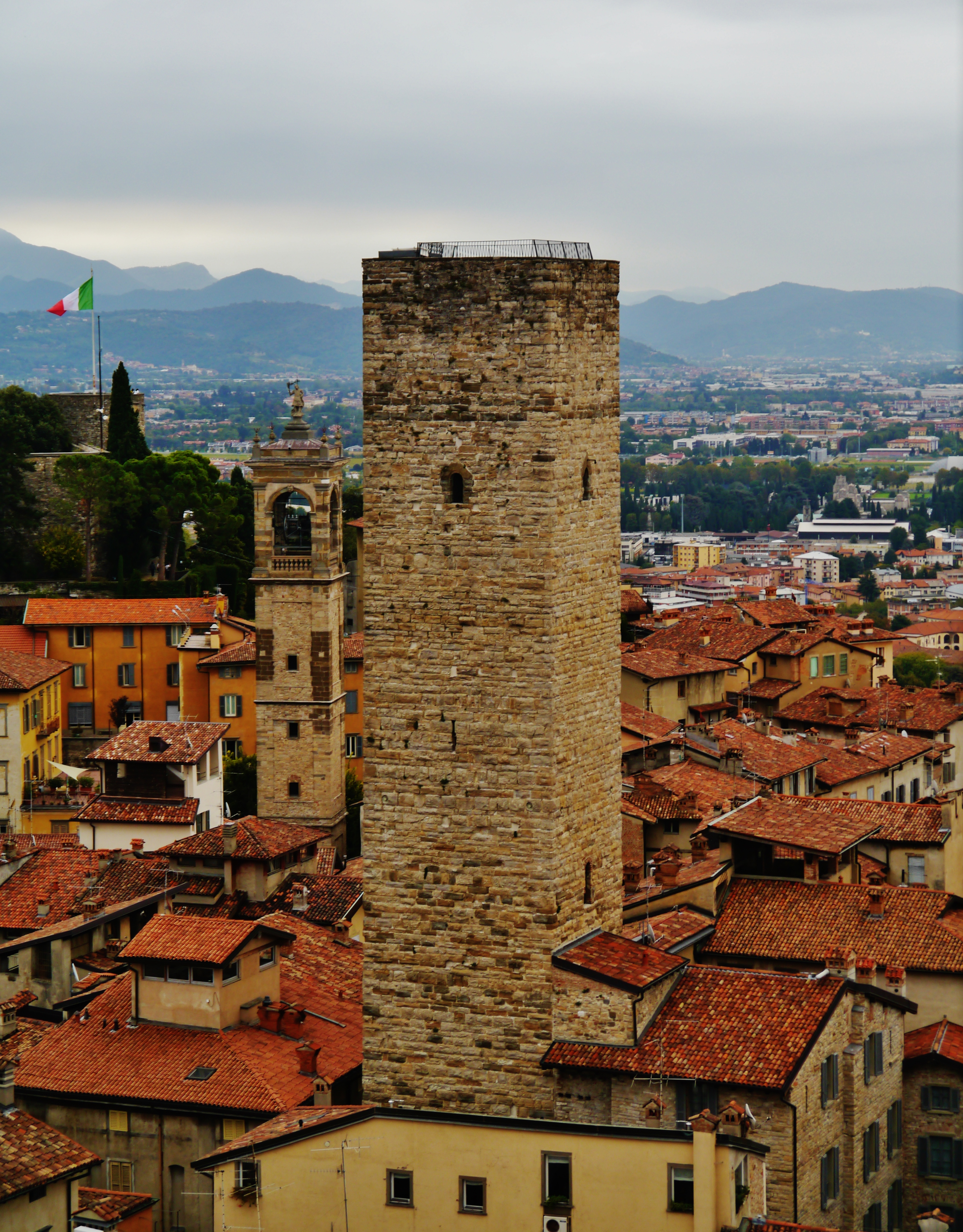
Torre del Gombito
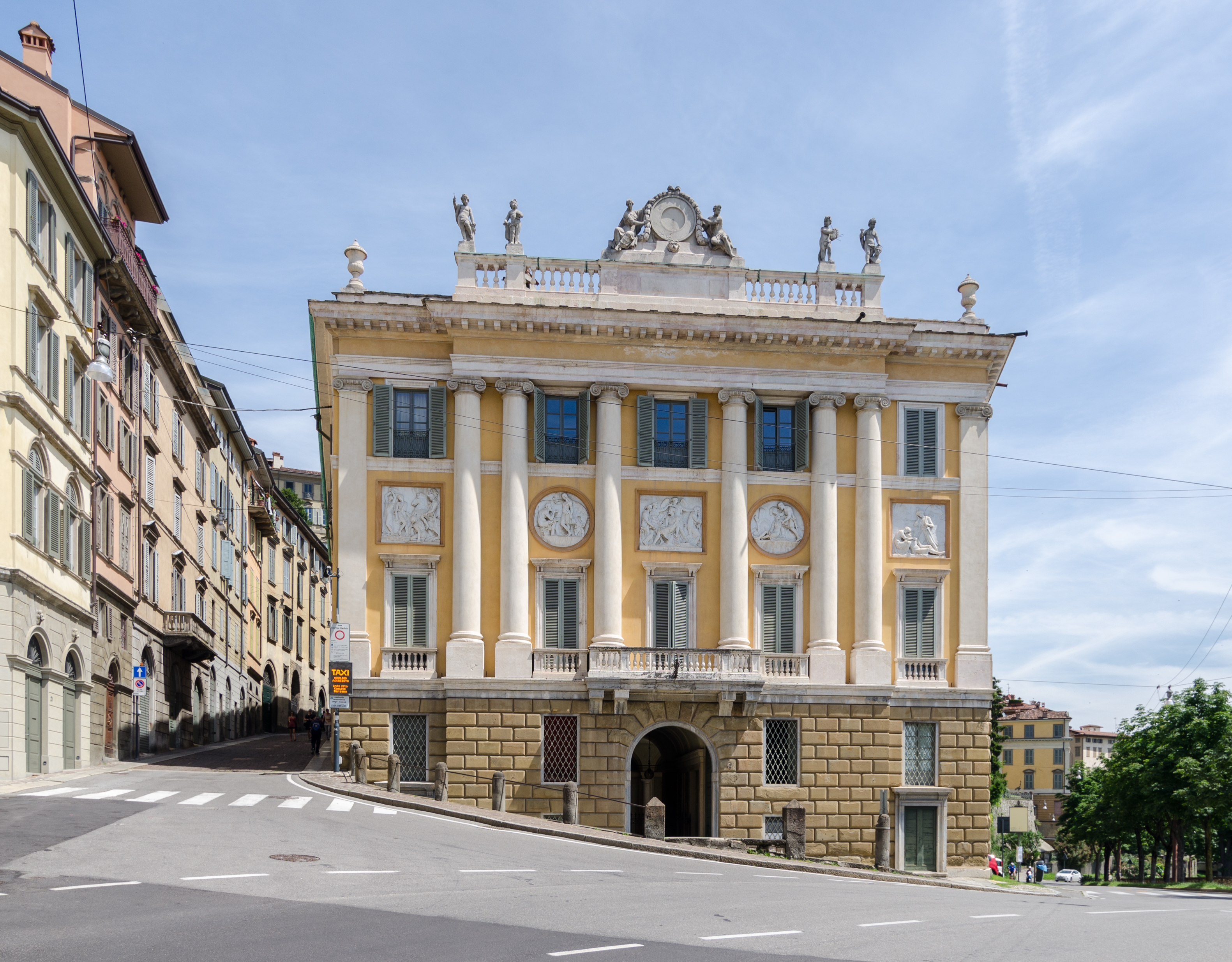
Palazzo Medolago Albani
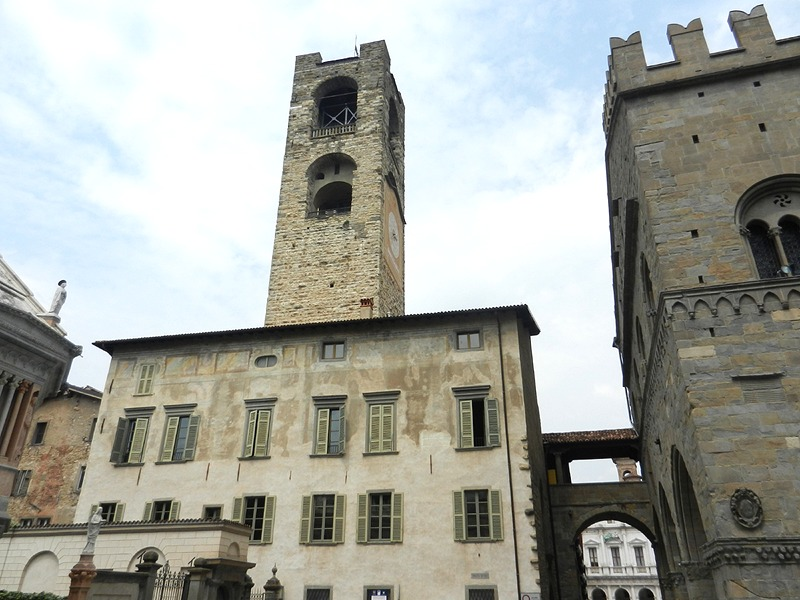
La Torre civica di Bergamo (Campanone)

### Lemura veneziane
(Alvise Grimani, comandante veneto, 1590)
Bergamo è una delle poche città capoluogo italiane, assieme a Ferrara, Lucca, Verona, Padova, Treviso e Grosseto, il cui centro storico è rimasto completamente circondato dalle mura che, a loro volta, hanno mantenuto pressoché intatto il loro aspetto originario nel corso dei secoli.
I bastioni vennero costruiti tra il 1561 e il 1588 su ordine del doge in quanto Bergamo, come città posta alla frontiera ovest della Repubblica Veneta, poteva essere facile preda degli stati confinanti. In effetti a metà del Cinquecento, con la scoperta dell'America, la Repubblica Veneta stava iniziando il suo inesorabile declino nel dominio dei commerci marittimi, a causa di ciò, rivolse una sempre maggiore attenzione per commerci che avvenivano verso il centro d'Europa, per cui il passaggio per la Val Brembana (via Priula) poteva diventare la via del pepe verso tali stati. Il senato veneziano, a questo punto decise di investire milioni di ducati d'oro, per rinforzare i confini ovest della repubblica.
Dal 9 luglio 2017 le mura venete sono entrate a far parte dell'UNESCO, come patrimonio dell'umanità, nel sito seriale transnazionale "Opere di difesa veneziane tra XVI e XVII secolo: Stato da Terra-Stato da Mar occidentale".
Il 18 luglio di ogni anno, durante i 100 rintocchi del campanile delle 22.00, le porte vengono chiuse e poi riaperte per assicurarsi che i meccanismi funzionino ancora correttamente.

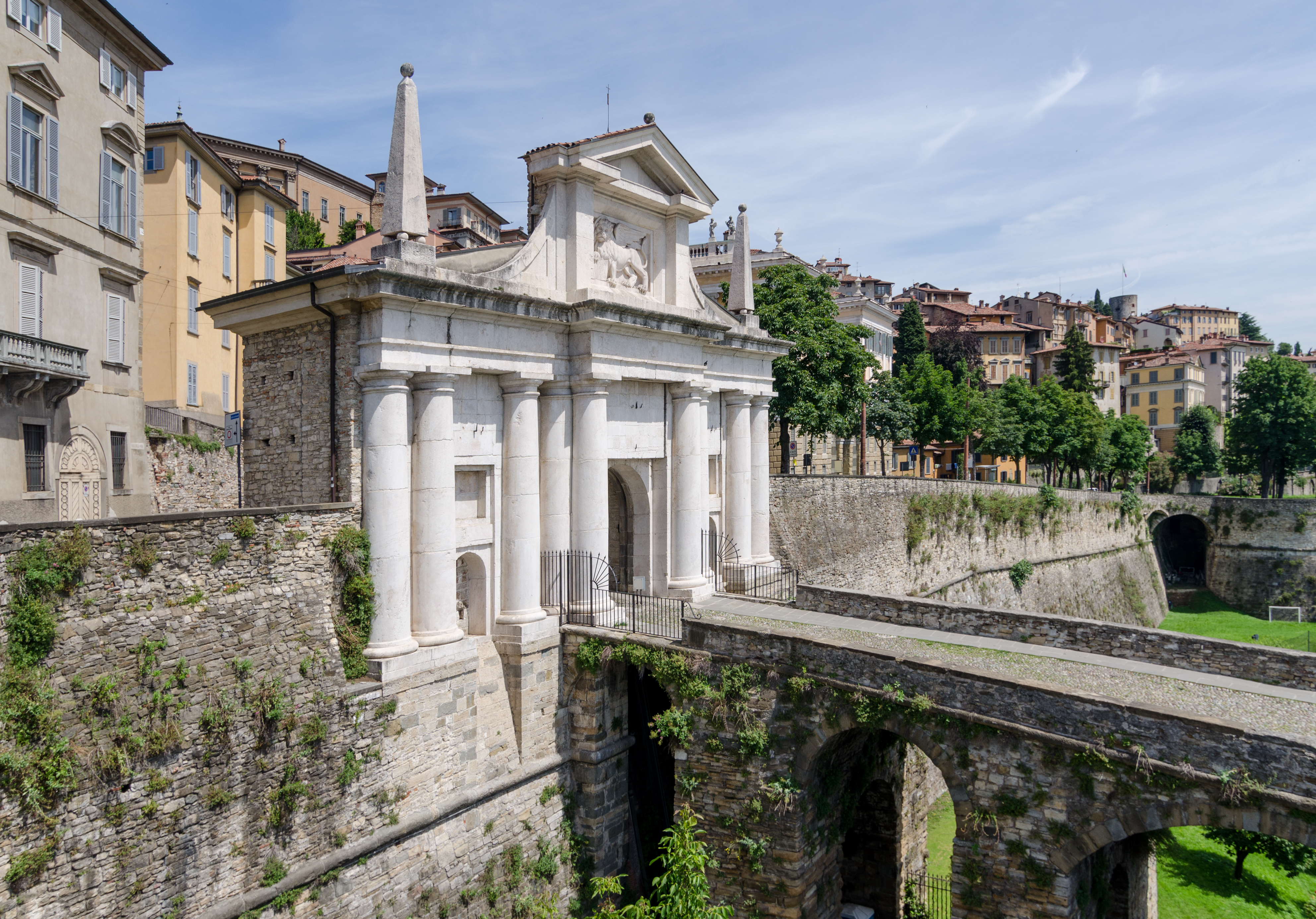
Porta San Giacomo
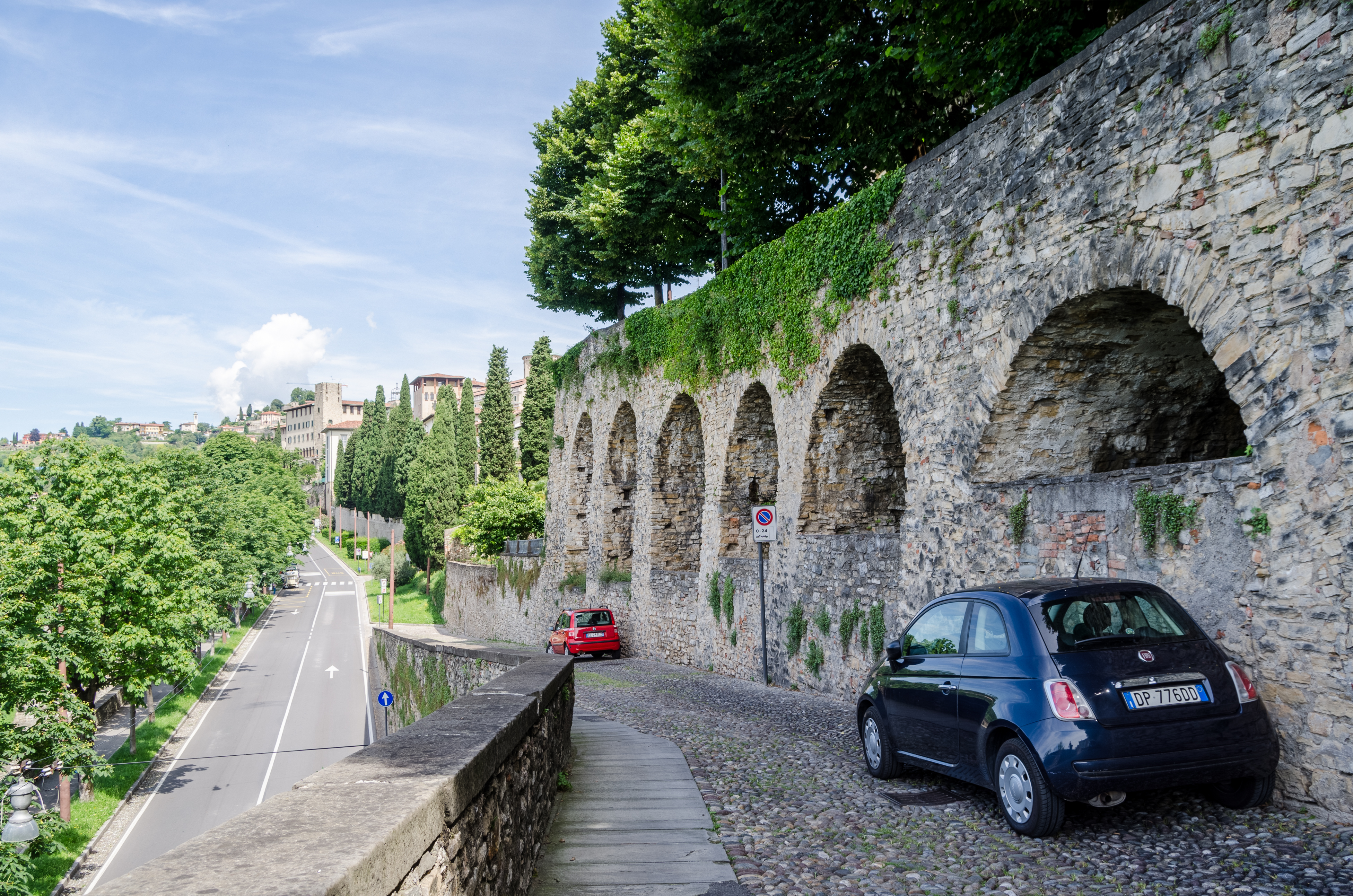
Particolare delle mura
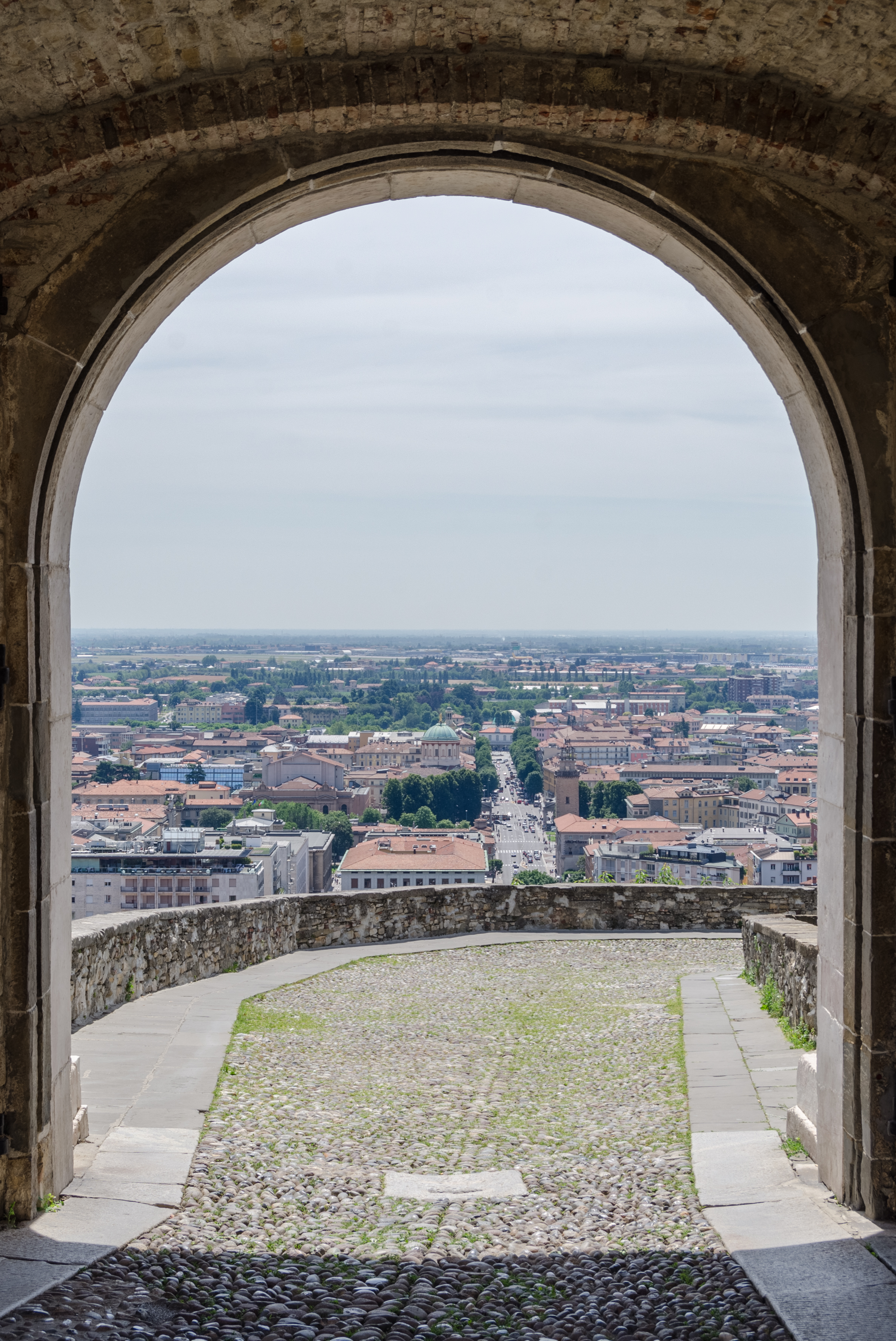
Veduta sulla città bassa
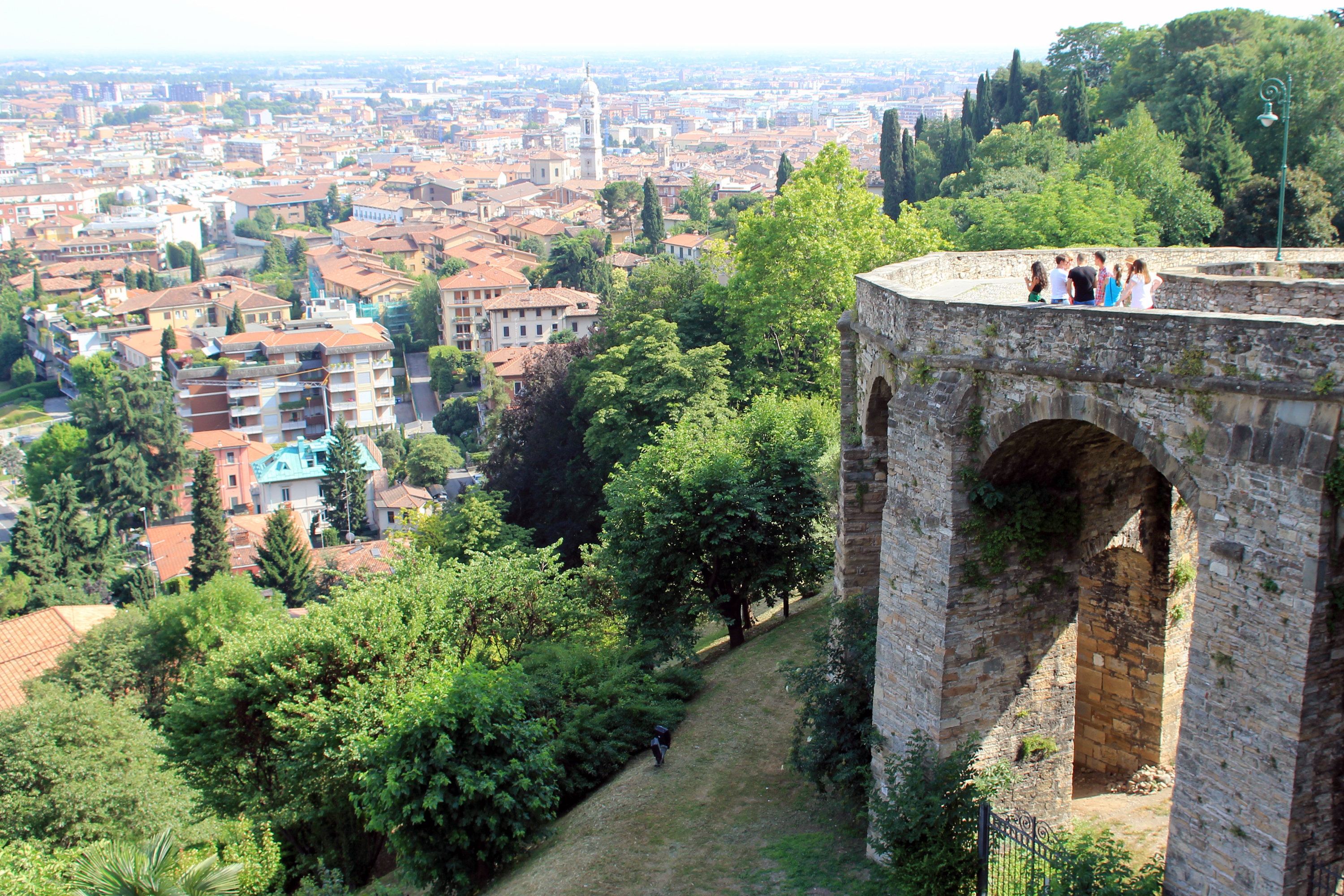
Panorama

### Città Bassa

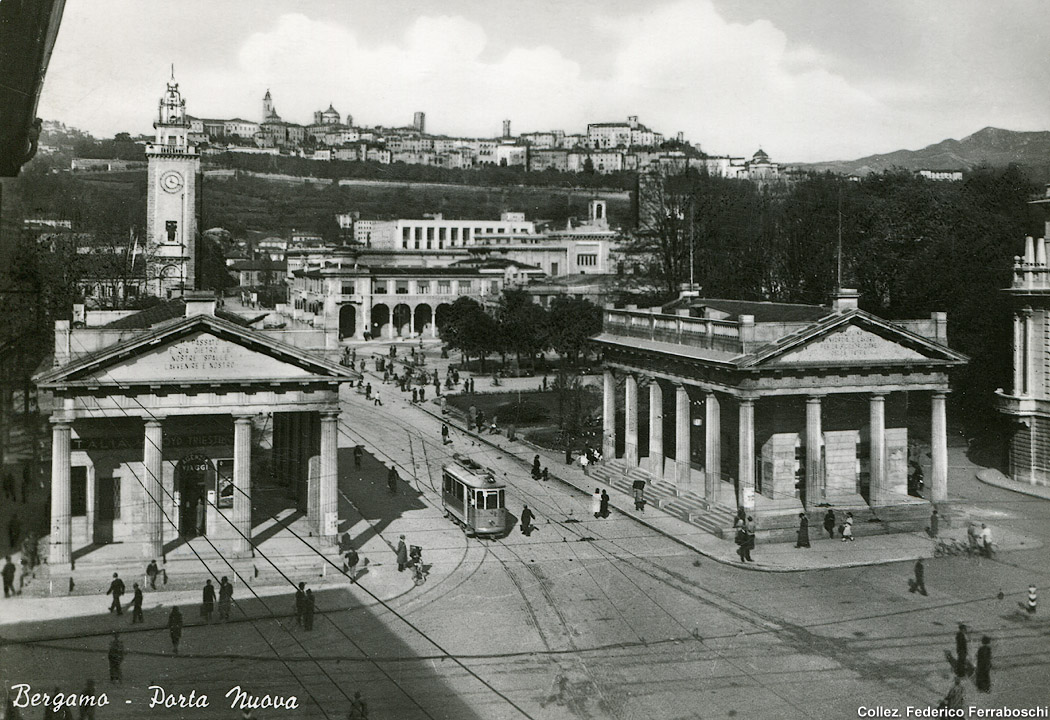
Largo Porta Nuova

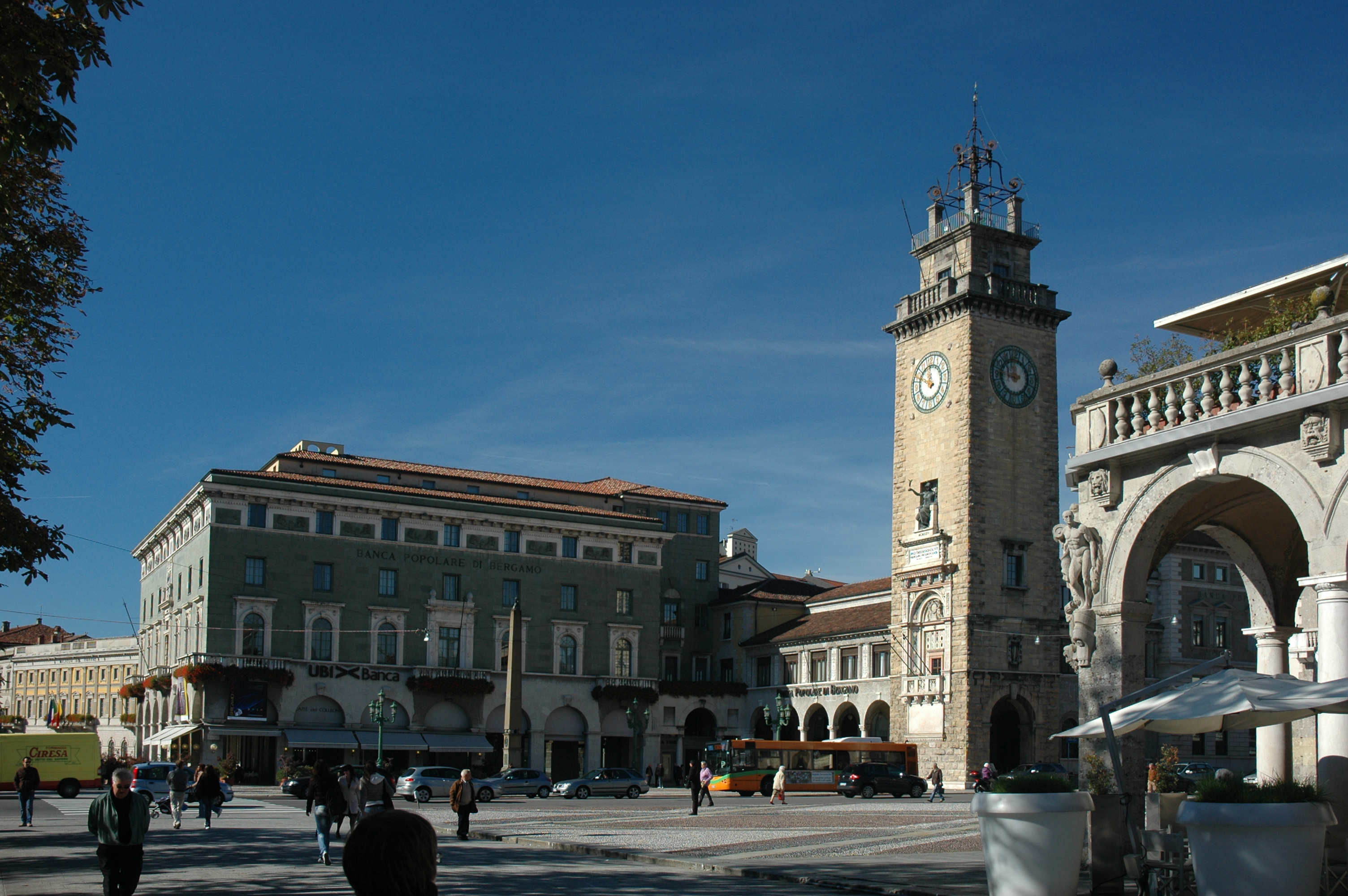
Il centro piacentiniano con la Torre dei Caduti

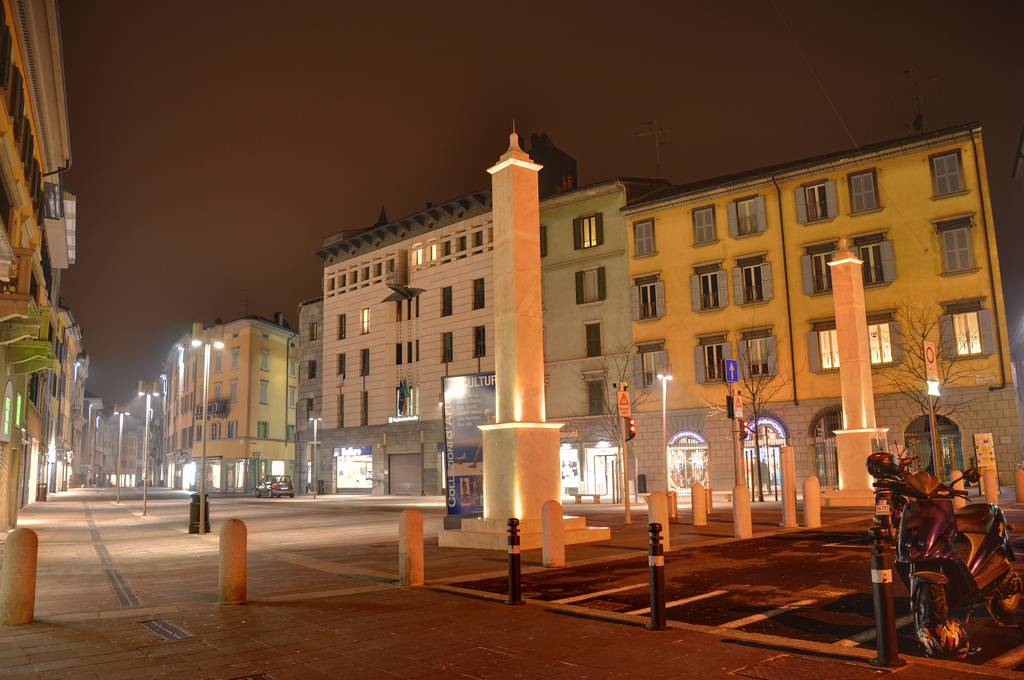
Via XX settembre

La Città Bassa, attraversata dal torrente Morla per ben 8 chilometri, nasce dallo sviluppo di alcuni borghi disposti lungo le principali vie di comunicazione che scendendo dai colli portavano al piano. I borghi sono Borgo Canale, Borgo Sant'Alessandro, Borgo San Leonardo, Borgo Pignolo, Borgo San Tomaso, Borgo Santa Caterina, Borgo Sant'Antonio e Borgo Palazzo. Questa particolare conformazione urbanistica si era soliti chiamare semplicemente "sità" la città vecchia e "i borgh", Bergamo bassa.
Bergamo bassa è sede del comune, della Prefettura, della Provincia e dell'ufficio postale centrale. L'arteria principale di Bergamo bassa è viale Papa Giovanni XXIII (già viale Roma), che va dalla stazione ferroviaria a Porta Nuova, con il palazzo del Popolo sede del quotidiano L'Eco di Bergamo.
Nei primi anni del Novecento venne creato il quartiere che è il centro della città, realizzato da Marcello Piacentini, nel quale si trovano le sedi istituzionali. Adiacente a questo è il Sentierone - viale pavimentato che nei secoli scorsi era la stazione delle carrozze trainate da cavalli. Pure degno di nota, nella zona, è il monumento al partigiano di Giacomo Manzù.
Sul Sentierone si affacciano il Teatro Gaetano Donizetti e la chiesa dei Santi Bartolomeo e Stefano, officiata dai padri Domenicani, che conserva la tavola di Lorenzo Lotto detta Pala Martinengo. Un esempio di completa fusione tra pittura e scultura è la rinnovata Cappella della Madonna del Rosario i cui stucchi di Muzio Camuzio datati 1752 sono firmati su un nastrino nella parete destra «MUC.CAMUZI F.».
Nella Chiesa di Santo Spirito si trova la Pala di Santo Spirito di Lorenzo Lotto, raffigurante la Madonna con Bambino con i santi Caterina, Agostino, Sebastiano e Antonio Abate.
Sito in via Sant'Alessandro è il cinquecentesco monastero di San Benedetto, sede di un'attiva comunità claustrale. Anche nella chiesa di San Benedetto da Norcia gli stucchi di Muzio Camuzio vanno a incorniciare gli affreschi dell'Orelli.
Nella zona nord-orientale della Città Bassa si trova l'Accademia Carrara (fondata dal conte Giacomo Carrara nel 1796), sede di esposizioni artistiche. Una delle ultime ad aver avuto risonanza nazionale è stata quella dedicata alle opere di Lorenzo Lotto.
Altri musei cittadini sono il Museo donizettiano, la Galleria d'Arte Moderna e Contemporanea (GAMeC), il Museo Diocesano d'Arte Sacra, il Museo storico, il Museo Matris Domini, l'Archeologico, il Museo di scienze naturali, l'Orto botanico.
La città ospita uno stadio, base della locale squadra di calcio, l'Atalanta Bergamasca Calcio, un palazzetto dello sport e un impianto di piscine comunali (Piscine Italcementi).
Oltre alla biblioteca civica Angelo Mai sono presenti numerose biblioteche, tra le quali spicca la nuova Biblioteca comunale centrale Antonio Tiraboschi situata in via San Bernardino 74, progettata da Mario Botta.
Oltre al centro cittadino (diviso nei rioni di Papa Giovanni XXIII, Pignolo e Sant'Alessandro), nella parte bassa si trovano i quartieri di Boccaleone, Borgo Palazzo - Alle Valli, Campagnola, Carnovali, Celadina, Colognola, Conca Fiorita, Grumello del Piano, Longuelo, Loreto, Malpensata, Monterosso, Redona, San Paolo, San Tomaso de' Calvi, Santa Caterina, Santa Lucia, Valtesse - San Colombano, Valverde con Valtesse - Sant'Antonio e Villaggio degli Sposi. Molti di questi erano frazioni distinte prima che l'espansione urbana degli anni sessanta e settanta li inglobasse nella città. Francesco Domenico Camuzio e la sua bottega sono documentati nella ristrutturazione guidata dall'architetto Giovan Battista Caniana del palazzo del conte Carrara in via Pignolo, realizzata nel periodo 1720-1731, poi anche nella chiesa del borgo Santa Caterina.

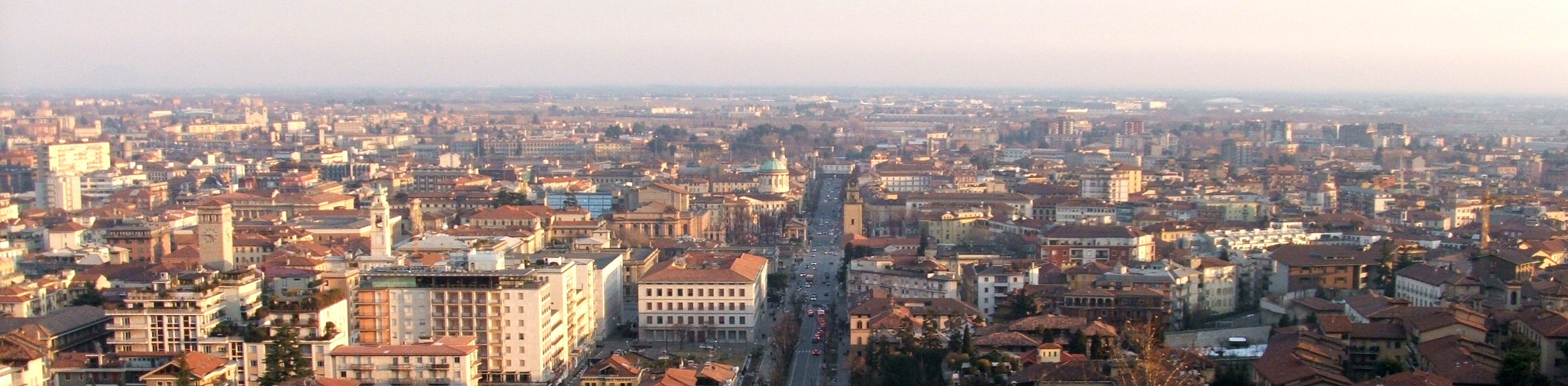
Vista panoramica della Città Bassa di Bergamo dalla Porta San Giacomo (la via al centro è Viale Vittorio Emanuele II)

## Aree naturali

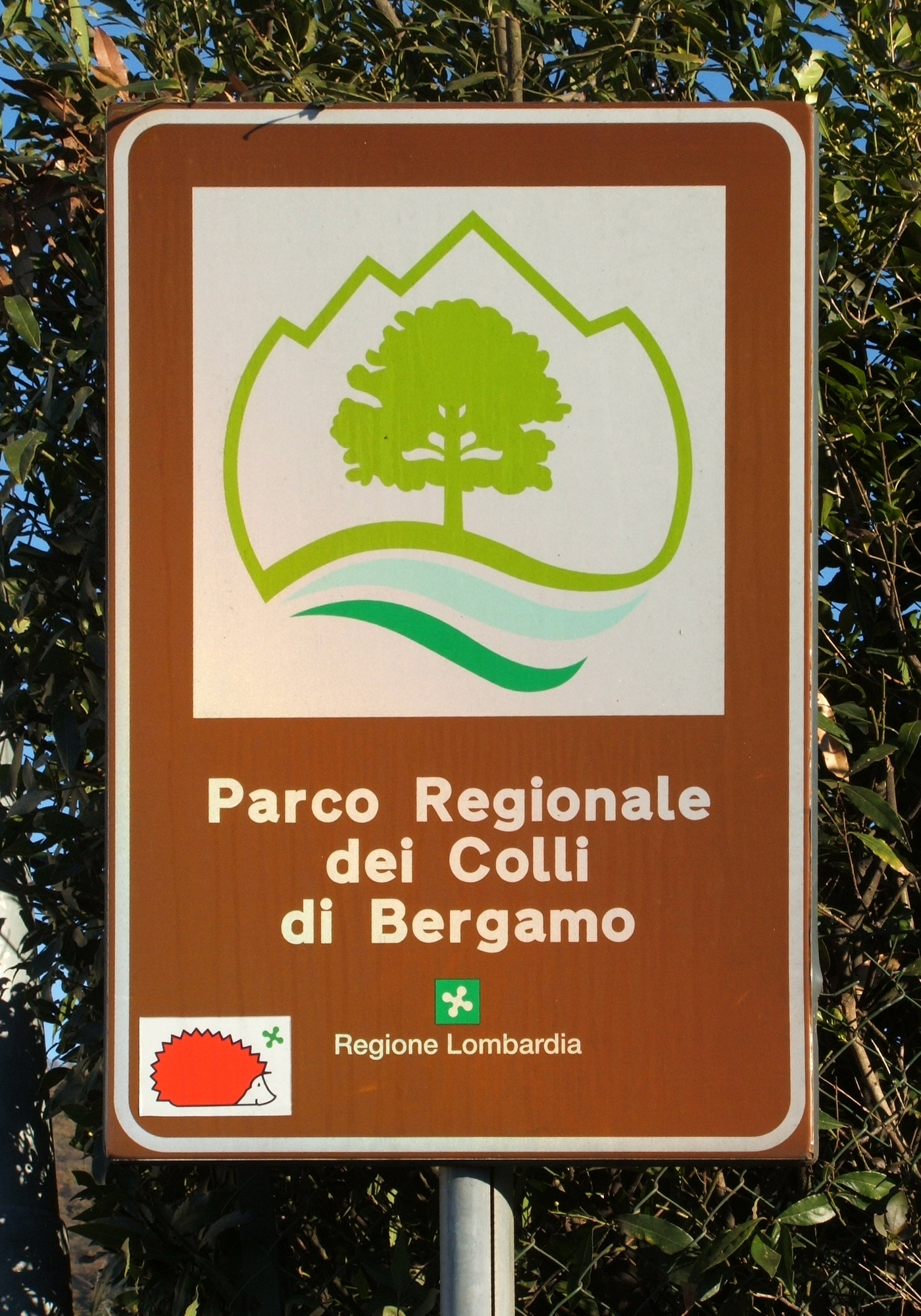
Marcatore di confine del Parco dei Colli di Bergamo

Oltre a un'estesa rete di parchi cittadini, la città vanta il Parco dei Colli di Bergamo, riconosciuto a livello regionale come area protetta. Il simbolo del parco è un riccio rosso. Caratteristica di questo parco è l'avere al suo interno la Città Alta e quindi svolgere azione di tutela e salvaguardia non solo delle grandi aree collinari boscate ma anche del costruito storico.

## Società

### Evoluzione demografica
Popolazione storica (migliaia)

Abitanti censiti

### Etnie e minoranze straniere
In base all'annuario demografico 2012, solo il 31% della popolazione residente in città è nata nel comune di Bergamo. Il restante 69% proviene dalla provincia, dalla regione, da altre regioni italiane o dall'estero.
Al 31 dicembre 2023 gli stranieri residenti nel comune erano 19 367, ovvero il 16,12% della popolazione. Di seguito sono riportati i gruppi più consistenti:
- Bolivia 3019
- Ucraina 1865
- Romania 1498
- Marocco 1210
- Cina 1156
- Bangladesh 1029
- Albania 956
- Senegal 610
- Pakistan 527
- Filippine 492

La prevalenza dei boliviani in Italia è concentrata a Bergamo ed è da far risalire al gemellaggio tra la Diocesi di Bergamo e l'Arcidiocesi di Cochabamba a partire dagli anni ottanta.

### Lingue e dialetti

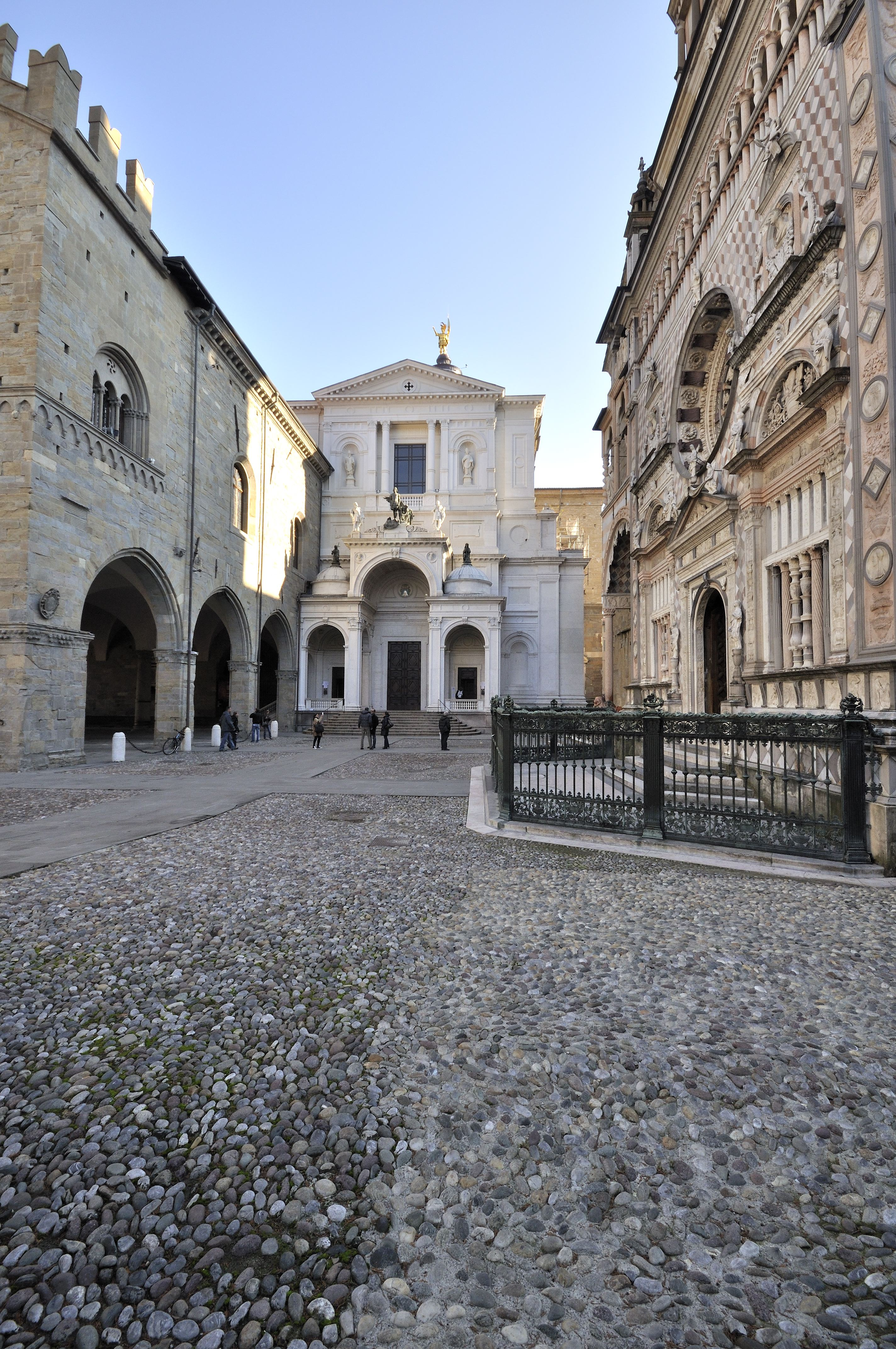
Il Duomo di Bergamo

Oltre all'italiano, si parla il dialetto bergamasco, una variante della lingua lombarda, classificato appunto come lombardo orientale. Al pari delle altre lingue gallo-italiche, deriva dal latino.

### Religione
La maggior parte della popolazione di origine italiana è di religione cattolica, organizzata nella Diocesi di Bergamo.
Sono presenti diverse comunità protestanti di lunga data, di cui la comunità evangelica risale al tempo del Regno Lombardo-Veneto, ha una chiesa nel centro della città ed è affiliata al culto valdese. Altre denominazioni dotate di un luogo di culto in città includono i mormoni (circa 400), i pentecostali e i testimoni di Geova.
Altre comunità religiose sono cresciute di numero grazie all'immigrazione. Tra queste, gli ortodossi (romeni e ucraini), con una chiesa in Borgo Canale affiliata al patriarcato rumeno, e i musulmani (marocchini, tunisini e senegalesi) con una sala di culto in via Cenisio.

### Istituzioni, enti e associazioni
La città è sede dell'Accademia della Guardia di Finanza e dell'Ospedale Papa Giovanni XXIII.

## Cultura

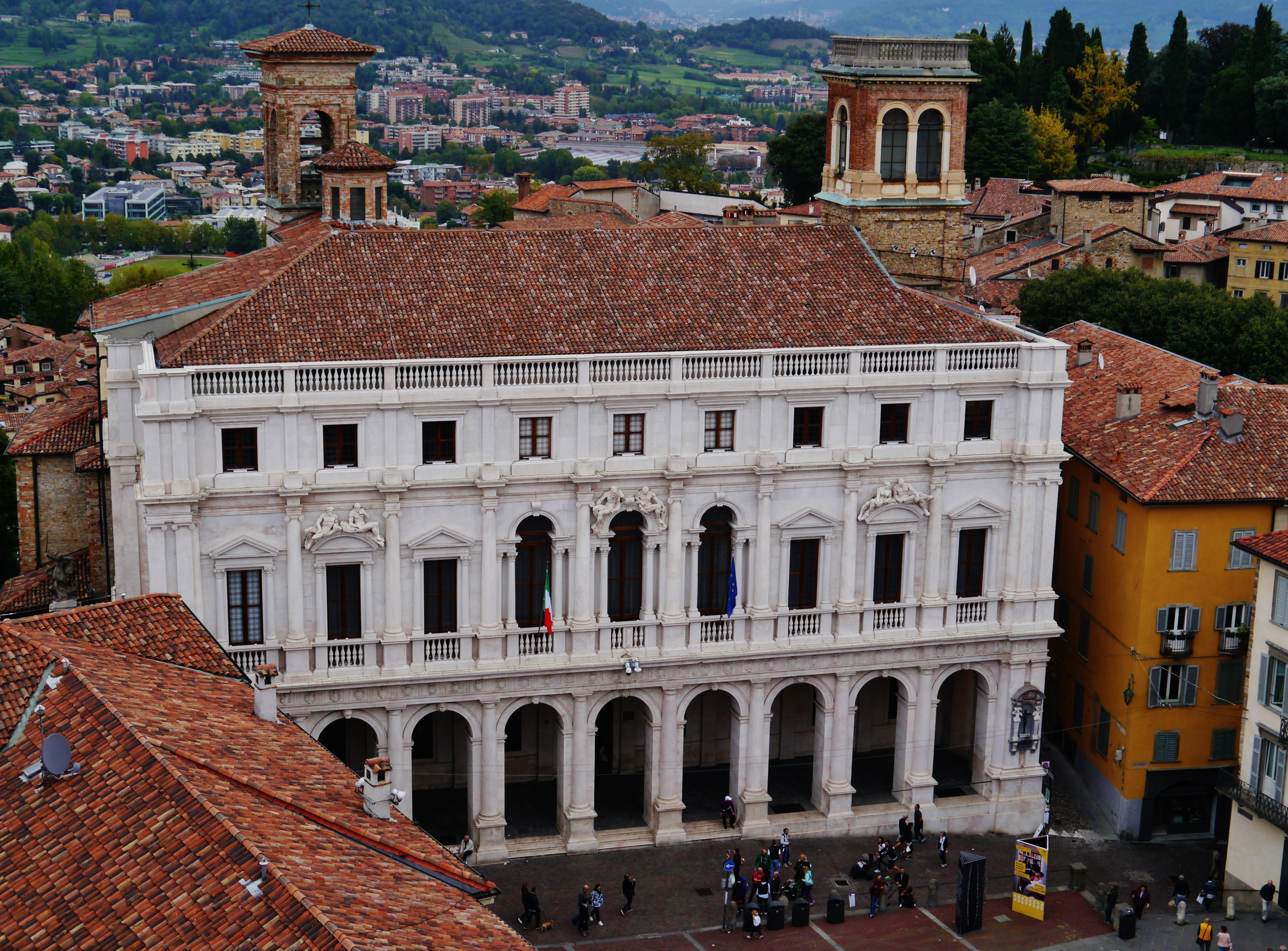
Il Palazzo Nuovo, la biblioteca civica Angelo Mai

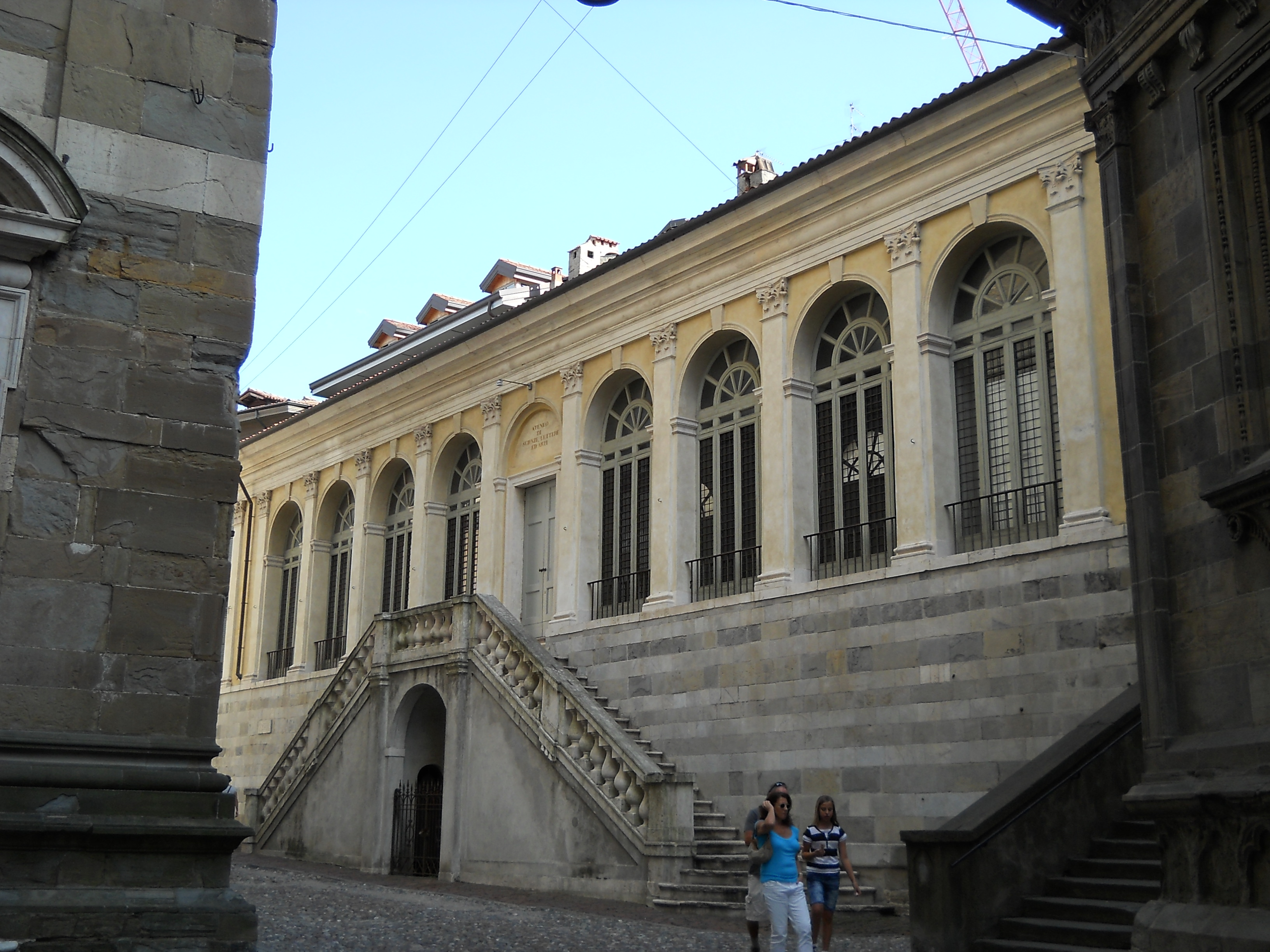
Sede dell'Ateneo di scienze lettere ed arti di Bergamo

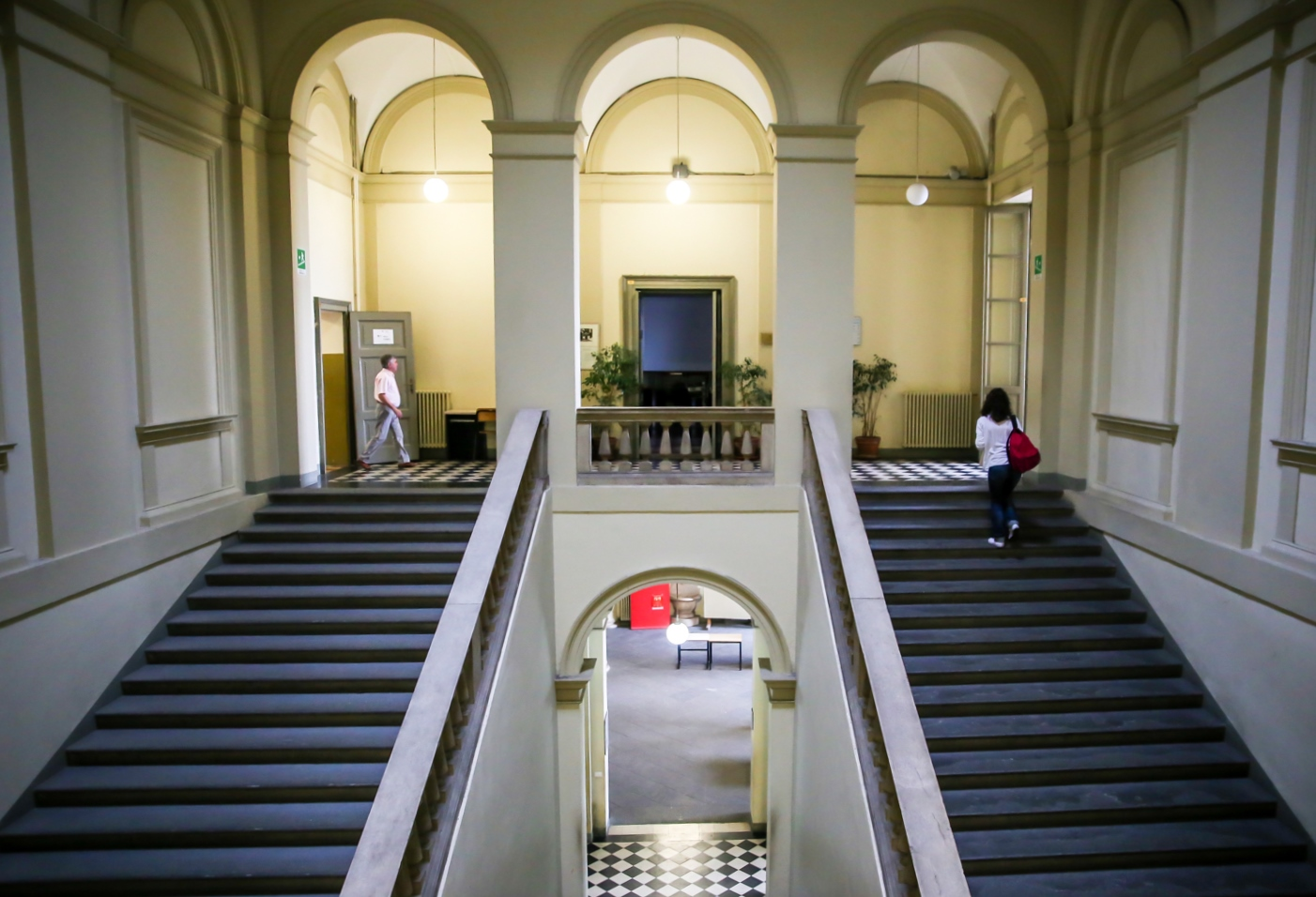
Scalinate interne al liceo ginnasio Paolo Sarpi

### Tradizioni
Troviamo nella commedia dell'arte maschere di origine bergamasca come Arlecchino, Brighella e Gioppino.

### Istruzione

#### Biblioteche
- Biblioteca civica Angelo Mai
- Biblioteca musicale Gaetano Donizetti
- Biblioteca comunale centrale Antonio Tiraboschi
- Biblioteca L. Pelandi
- Biblioteca Ciro Caversazzi
- Biblioteca Loreto
- Biblioteca Betty Ambiveri (Quartiere Boccaleone)

Nel luglio 2020 Bergamo ha ottenuto il riconoscimento di "Città che legge" 2020-2021.

#### Ricerca
- Ateneo di scienze lettere ed arti di Bergamo
- ISREC (storia della Resistenza e dell'età contemporanea)
- Istituto di ricerche farmacologiche "Mario Negri" (ricerca medica)
- Kilometro Rosso (tecnologia)

#### Scuole
Nel comune sono presenti istituzioni prescolastiche, scolastiche di primo grado e di secondo grado, inferiore e superiore. Quelle pubbliche di secondo grado superiore comprendono 1 liceo delle scienze umane e musicale, 1 liceo classico, 3 licei scientifici, 2 licei linguistici, 2 licei artistici, 5 istituti tecnici, 2 istituti I.S.I.S., 1 istituto tecnico per il turismo.

#### Università

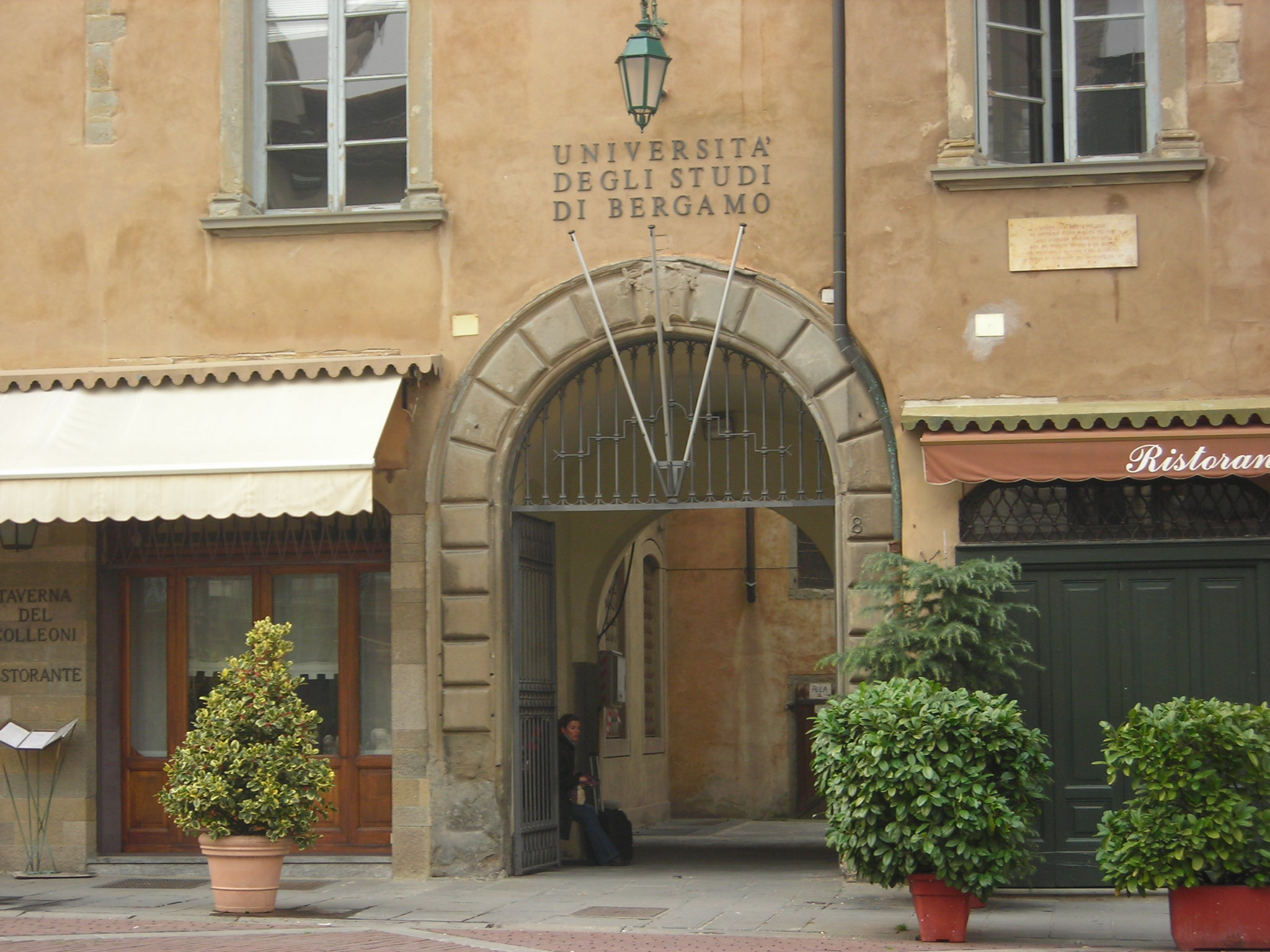
Prima sede dell'Università, in Piazza Vecchia.

Istituita l'11 dicembre 1968, l'Università degli Studi di Bergamo è andata a occupare crescente spazio all'interno del tessuto urbano, dapprima con l'insediamento in Piazza Vecchia, poi con lo sviluppo dei Campus Umanistico (città alta) ed Economico-giuridico (città bassa). Nel territorio comunale sono presenti: il Dipartimento di Scienze aziendali, economiche e metodi quantitativi e il Dipartimento di Giurisprudenza nelle sedi di Via dei Caniana, e il Dipartimento di Lingue, letterature e culture straniere collocato nell'edificio quattro-cinquecentesco dell'ex pensionato delle Suore di Carità. Il Dipartimento di Ingegneria è invece collocato nel comune di Dalmine.
Sempre a Bergamo alta, nel secentesco palazzo Terzi, risiedono il Rettorato e i Centri di Ateneo. Il Dipartimento di Scienze umane e sociali si trova invece nel piazzale S. Agostino, mentre il Dipartimento di Lettere, Filosofia, Comunicazione, è collocato in via Pignolo, all'interno di un edificio ottocentesco originariamente adibito a convitto (ex collegio Baroni).

#### Musei
- Accademia Carrara
- Casa natale di Gaetano Donizetti

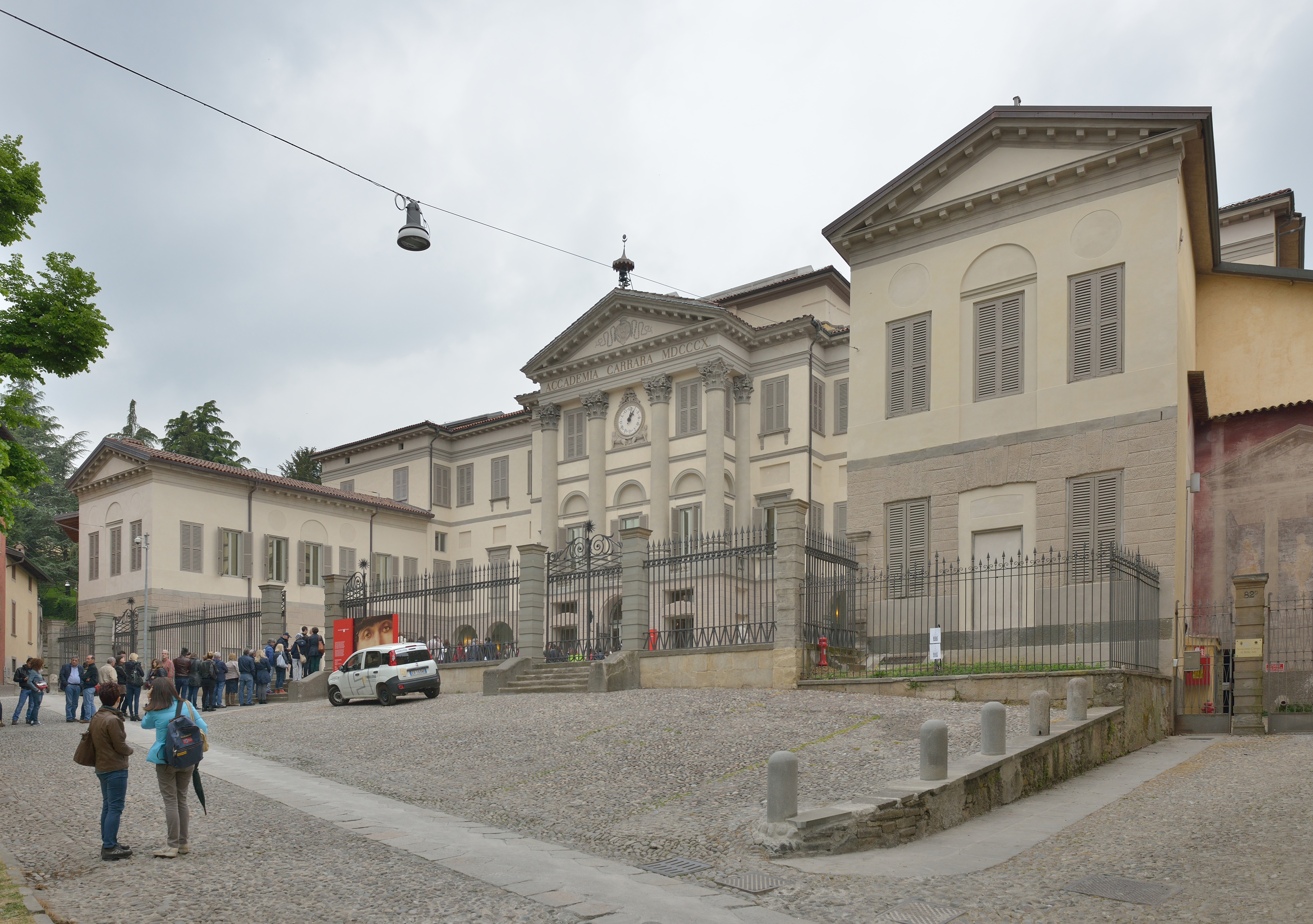
Accademia Carrara

- Civico museo archeologico di Bergamo
- Museo Adriano Bernareggi
- Museo donizettiano
- Galleria d'arte moderna e contemporanea
- Museo Matris Domini
- Orto botanico Lorenzo Rota
- Museo di scienze naturali
- Museo delle Storie di Bergamo
- Sala delle capriate
- Museo e Tesoro della cattedrale
- Museo del tesoro di Santa Maria Maggiore di Bergamo
- Museo dell'affresco di Bergamo
- Museo della mura di Bergamo
- Archivio storico del comitato di Bergamo della Croce Rossa italiana
- Urban Center di Bergamo
- Casa museo Polli Stoppani
- Casa Palma Camozzi Vertova
- Museo della Fotografia
- Museo di Palazzo Moroni
- Museo del burattino
- Museo Cividini
- Museo ATB
- Bergamo 900[47]
- Museo dell'Atalanta BC, in progettazione[48]

### Media

#### Stampa

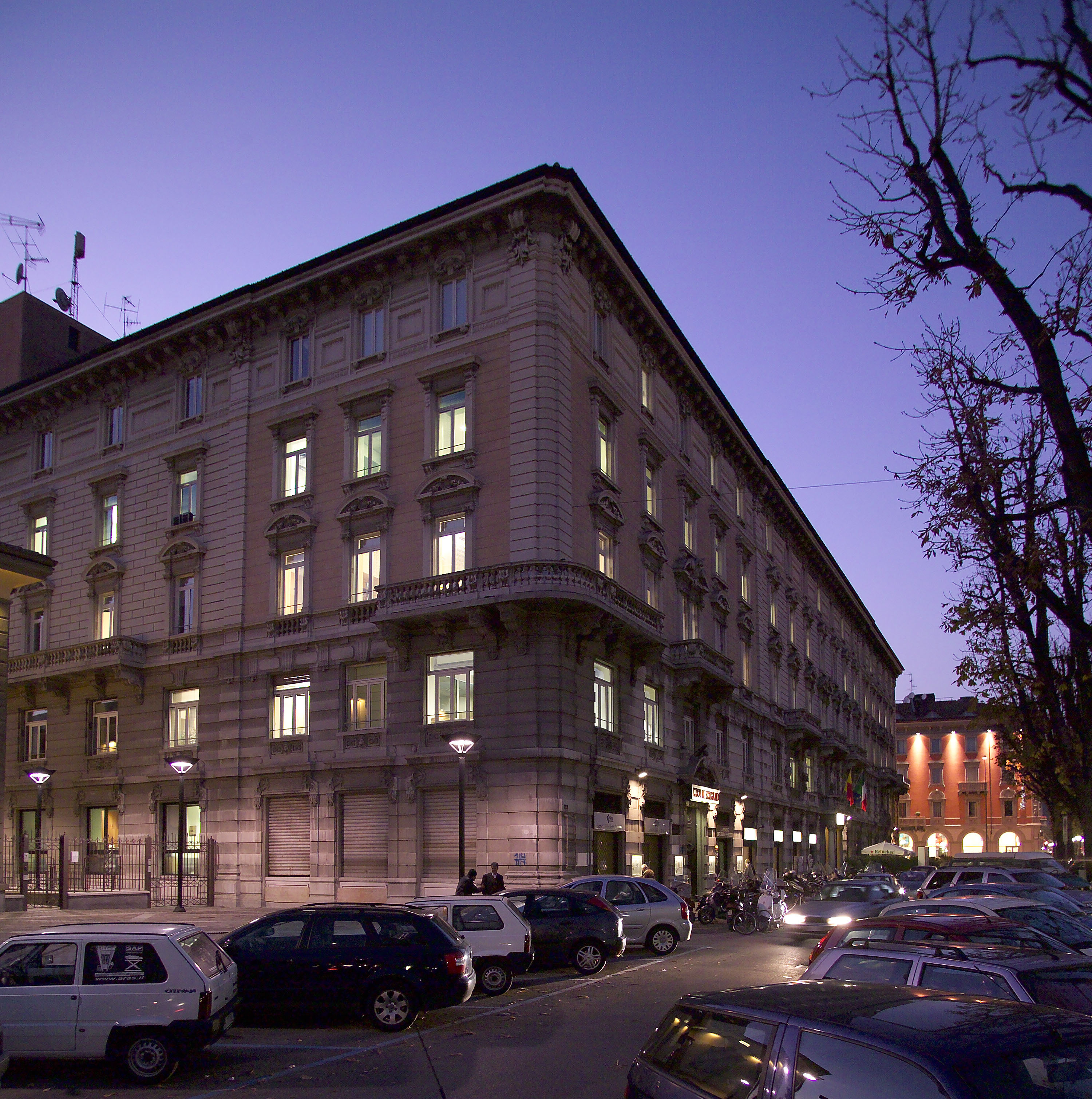
Sede del giornale L'Eco di Bergamo

- L'Eco di Bergamo
- Corriere della Sera Bergamo
- Il Giorno Bergamo
- BergamoNews
- PrimaBergamo
- Bergamo&Sport
- Orobie (mensile)
- Bergamo Sette (settimanale)

#### Radio
- Radio Alta
- Radio Number One
- Radio Bergamo (gruppo Number One)
- Radio Millenote (gruppo Number One)
- Radio OneDance (gruppo Number One)

#### Televisione
- Bergamo TV
- VideoBergamo
- SeilaTV

### Teatro

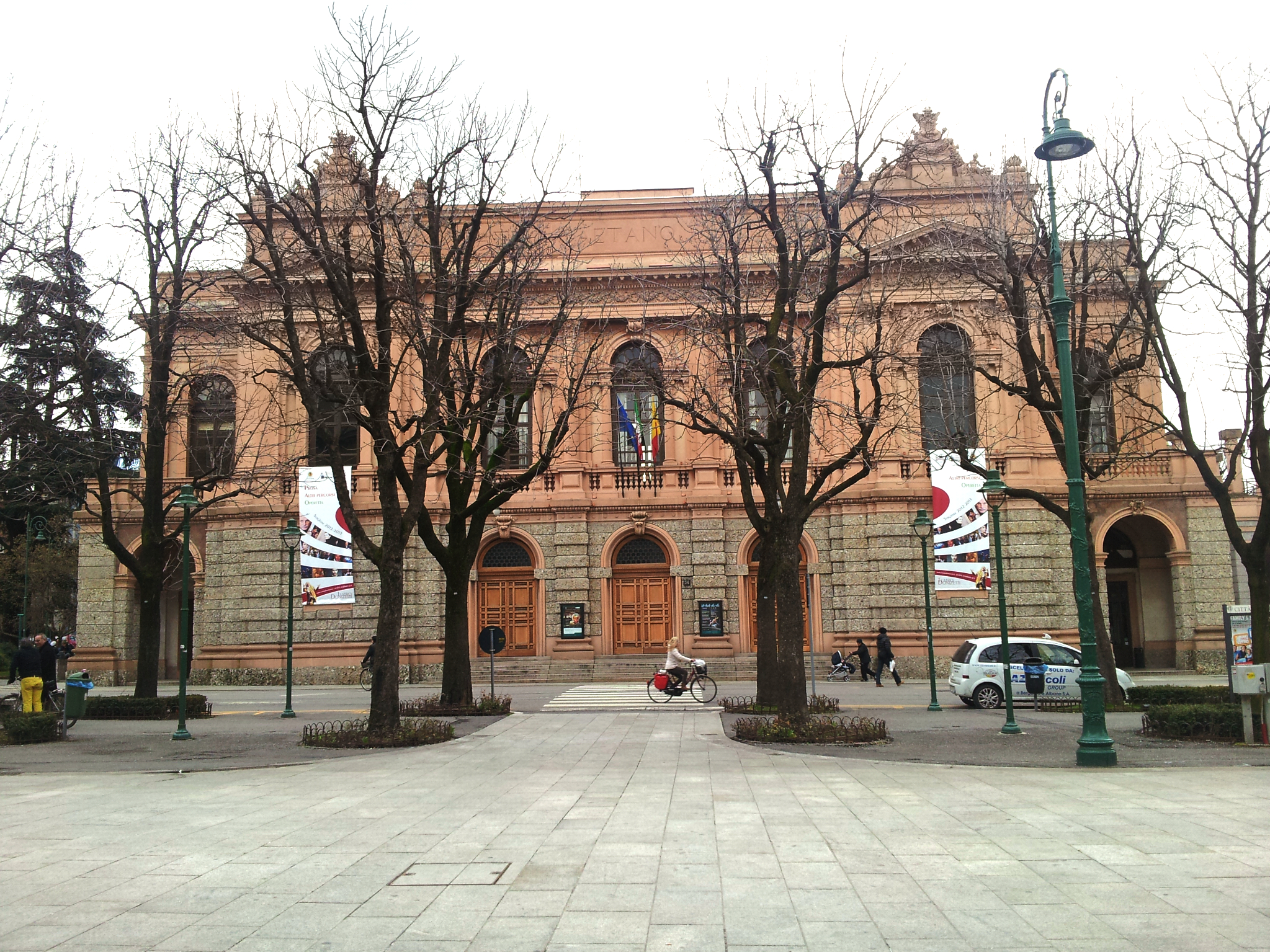
Il Teatro civico Gaetano Donizetti

Il principale teatro cittadino è il Teatro Gaetano Donizetti; altro teatro storico è il Teatro Sociale, in Città Alta.
Altra struttura teatrale è l'Auditorium di piazza della Libertà. L'edificio che ospita l'Auditorium è stato realizzato nel 1937, come sede della locale Federazione fascista e noto come “Casa della libertà”.
Tra le compagnie teatrali operanti a Bergamo vi sono il TTB (teatro tascabile di Bergamo), la Compagnia Stabile di Teatro, Erbamil, Pandemonium Teatro, Teatro Prova, Ambaradan e Slapsus, Luna e Gnac, il CUT (Centro Universitario Teatrale) e La Gilda delle Arti - Teatro Bergamo.

### Cinema e televisione
Film e serie televisive ambientati a Bergamo, o comunque girati utilizzando come scenografia naturale i luoghi della città.
- Il cavaliere del sogno (1947)
- I nostri mariti - episodio Il marito di Olga (1966)
- Homo Eroticus (1971)
- Una farfalla con le ali insanguinate (1971)
- La poliziotta (1974)
- Nessuno è perfetto (1981)
- Colpire al cuore (1982)
- I promessi sposi (serie TV, 1989)
- Frankenstein oltre le frontiere del tempo (1990)
- La partita - La difesa di Lužin (2000)
- I soliti idioti - Il film (2011)
- Nebbia in Valpadana (serie TV, 2000)
- Fratelli Benvenuti (serie TV, 2010)
- Chiamami col tuo nome (2017)

### Musica

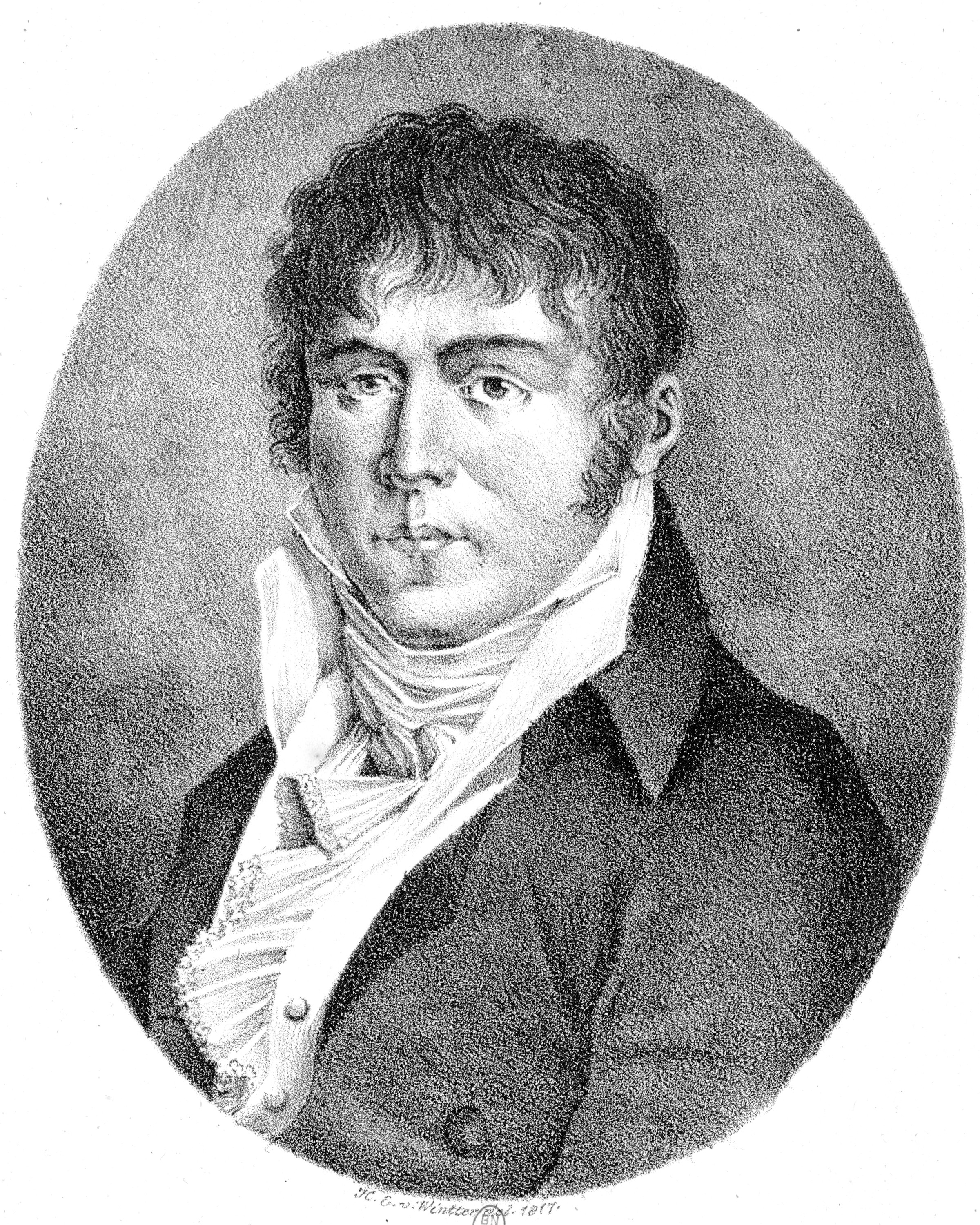
Giovanni Simone Mayr
fondatore del conservatorio bergamasco.

L'Istituto superiore studi musicali Gaetano Donizetti (conservatorio della città), di cui fu illustre allievo Gaetano Donizetti, fu fondato nel 1806 da Johann Simon Mayr con il nome di "Lezioni caritatevoli di musica" e fu fin dall'inizio improntato a moderni criteri didattici e culturali. Malgrado ciò, negli ultimi cinquanta anni non vi sono stati elementi di spicco nel campo della musica classica di provenienza della scuola bergamasca; se si esclude la presenza del direttore d'orchestra Gianandrea Gavazzeni, di origini bergamasche ma allievo di Ildebrando Pizzetti, di scuola milanese e diplomato al Conservatorio Verdi di Milano.
In tempi moderni, diversi gruppi musicali sono nati a Bergamo: tra questi, i Pooh e i Madrugada negli anni 1970 e 1980, e più recentemente i Verdena e i Pinguini Tattici Nucleari. Sulla scena musicale cittadina ska sono presenti, tra gli altri, La Famiglia Rossi e gli Arpioni. Molto florida è dagli anni 1990 la scena underground metal, forte di nomi come i Folkstone e i Methedras, questi ultimi milanesi d'origine ma comprendenti numerosi innesti bergamaschi in formazione.
Da citare anche il pianista e compositore bergamasco Corrado Rossi, vincitore nel 2011 del premio internazionale Hollywood Music in Media Awards nella categoria Ambient/New Age, e Andrea Tonoli, anche lui pianista e compositore bergamasco, che nel 2015 ha ricevuto una candidatura allo stesso premio nella medesima categoria.

### Cucina

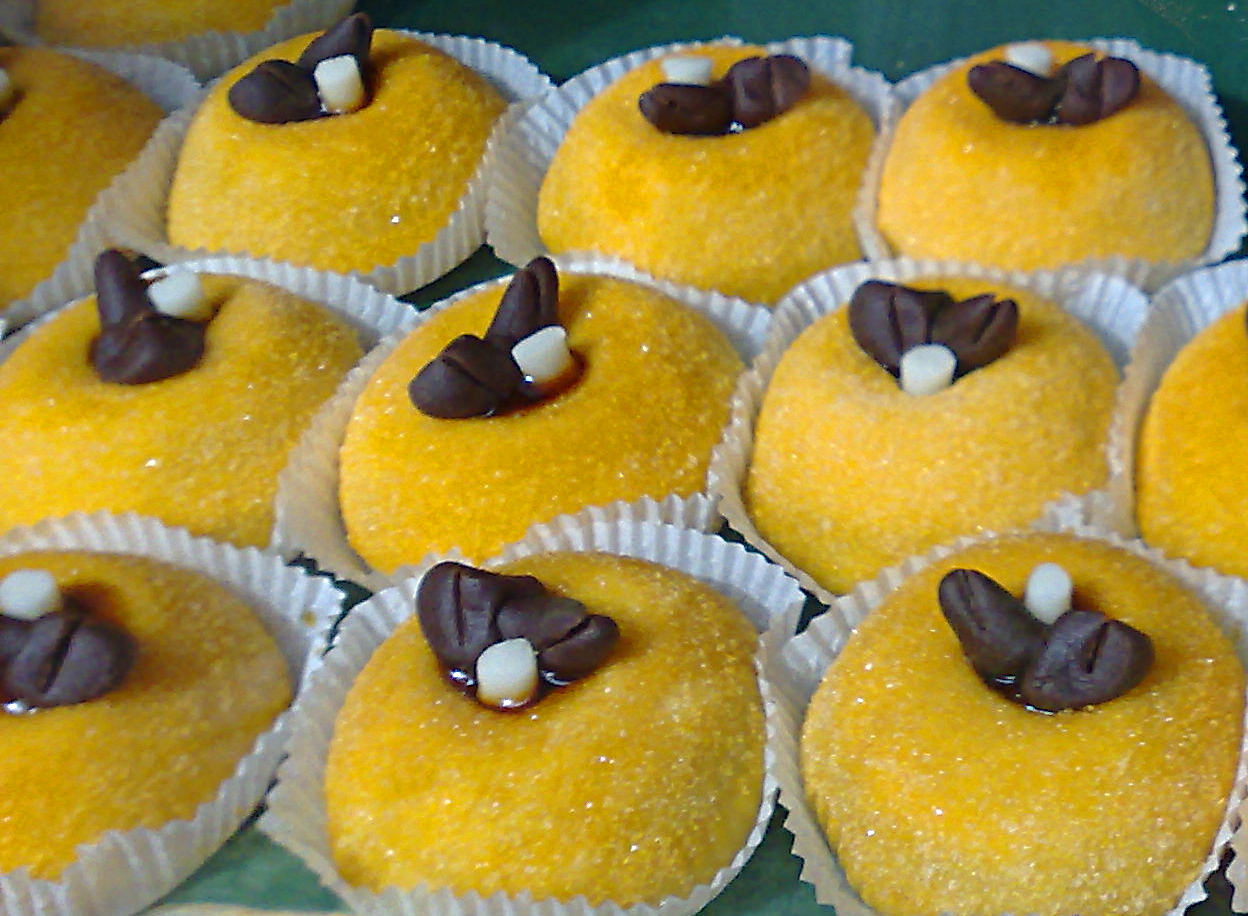
Polenta e osèi (dolce)

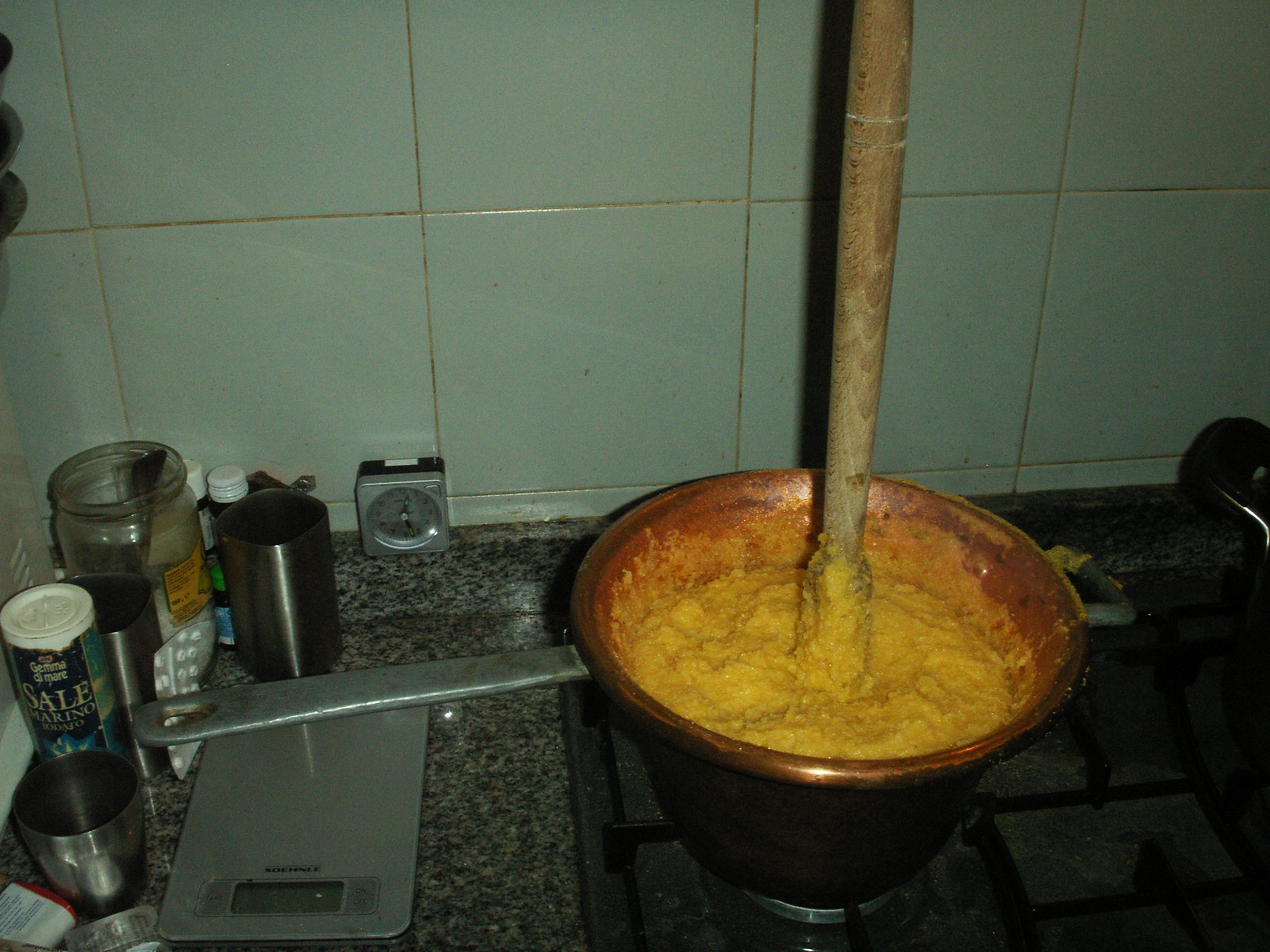
La polenta, piatto tipico bergamasco

Bergamo è una città molto ricca dal punto di vista culinario, le sue ricette variano dai primi ai dolci; fra questi si ricordano:
- il dolce Donizetti.
- la polenta e osei (polenta e uccelli), un dolce di marzapane, pandispagna e cioccolato che riproduce l'aspetto del secondo piatto omonimo, consistente di uccellagione stufata e servita con la polenta. Venne ideato agli inizi del Novecento e si diffuse presto come dolce tipico;

Nel 2017 Bergamo e la sua provincia, insieme alle province di Brescia, Cremona e Mantova, rappresentarono la Lombardia orientale per il progetto Regione Europea della Gastronomia.

### Eventi

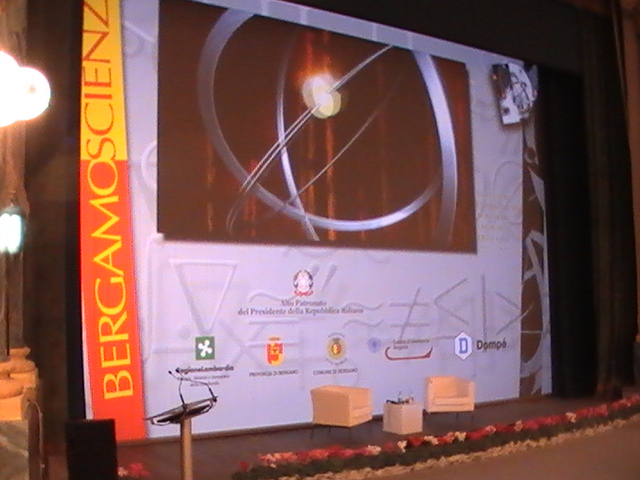
Il palco del Teatro Sociale durante l'edizione 2009 di BergamoScienza

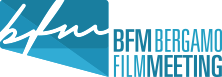
Bergamo Film Meeting

- Bergamo Musica Festival Gaetano Donizetti, stagione lirica dedicata al noto compositore bergamasco, seppur non monografica sull'autore ospita produzioni proprie e altre di circuito lombardo[60]
- Fiera di Sant'Antonio Abate (Fiera dei biligocc)
- Celebrazioni di mezza Quaresima, sfilata di carri e maschere, rogo della vecchia (Ducato di piazza Pontida)
- Bergamo Film Meeting, mostra internazionale del cinema d'Essai
- Festival Internazionale del Folclore, a cura del Ducato di piazza Pontida.
- Soap Box Rally, gara con macchinine di legno lungo le Mura Venete
- Festa patronale di Sant'Alessandro, celebrazioni religiose, concerto, fiera zootecnica, luna park e circo
- Mercatino di Santa Lucia (Sentierone)
- Festival pianistico internazionale di Brescia e Bergamo[61]
- Bergamo Jazz Festival
- Festival internazionale della cultura Bergamo
- BergamoScienza, rassegna scientifica
- BergamoPoesia, rassegna letteraria
- Bergamo Historic Gran Prix[62]
- Palio di Città Alta[63]

## Geografia antropica

### Suddivisioni storiche
Il comune vedeva un tempo la contrapposizione tra la città (Città Alta) e i borghi (parti storiche della città bassa). Al di fuori si trovavano le vicinìe e i corpi santi. Tali distinzioni sono state annullate dalla crescita demografica e urbanistica del XX secolo.
Alcuni quartieri della città (Colognola, Grumello del Piano, Longuelo, Redona, Valtesse), inoltre, erano un tempo comuni autonomi, poi inglobati dalla conurbazione.

### I quartieri

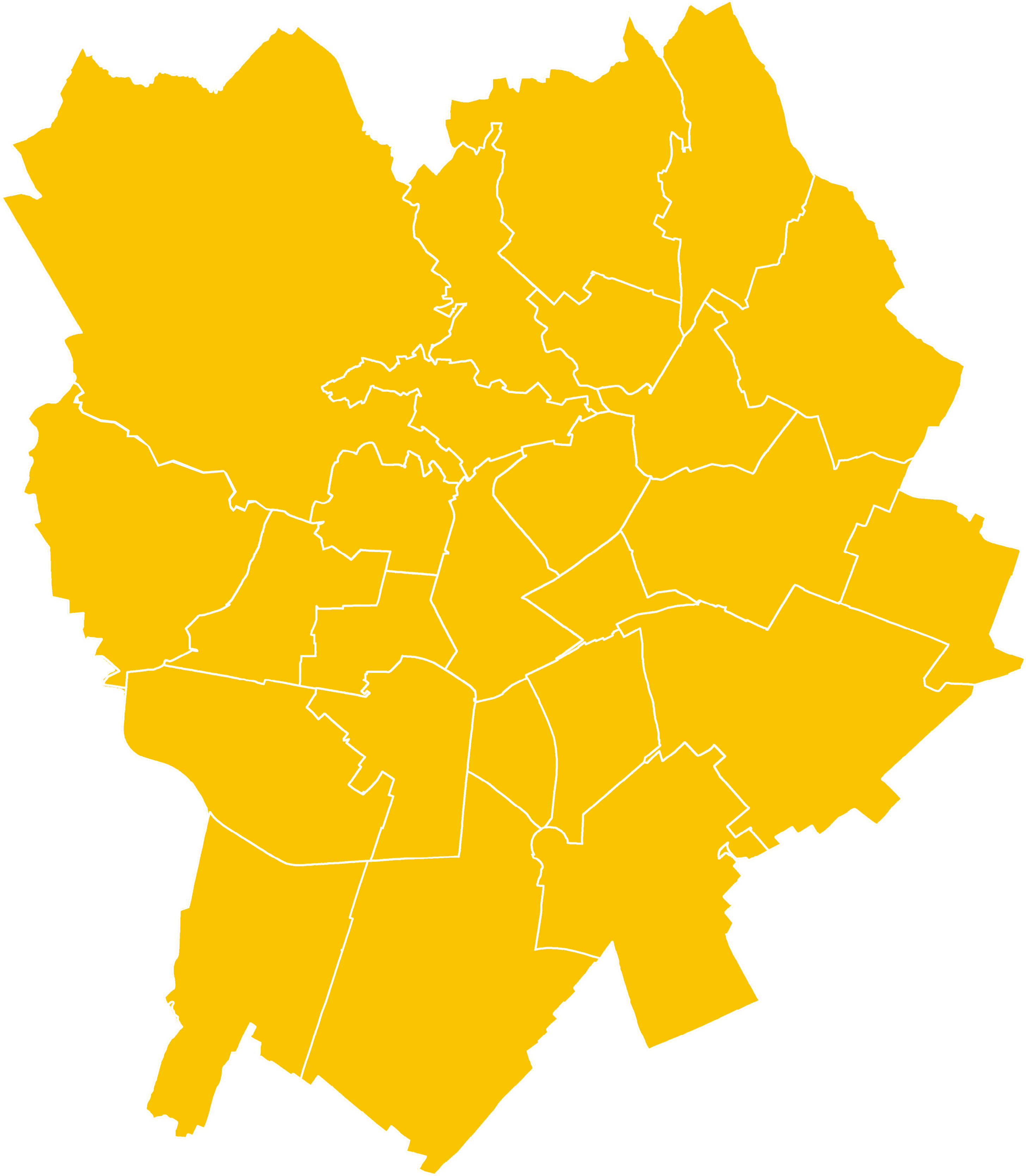
Suddivisione della città in quartieri

In seguito all'abolizione delle circoscrizioni, il comune di Bergamo ha previsto la ridefinizione dei quartieri che, facendo riferimento alla delibera n. 25 del 1 febbraio 2018, sono venticinque:
- Boccaleone
- Borgo Palazzo
- Borgo Santa Caterina
- Campagnola
- Carnovali
- Celadina
- Città Alta
- Colli
- Colognola
- Conca Fiorita
- Grumello del Piano
- Longuelo
- Loreto
- Malpensata
- Monterosso
- Papa Giovanni XXIII
- Pignolo
- Redona
- San Paolo
- San Tomaso de' Calvi
- Sant'Alessandro
- Santa Lucia
- Valtesse
- Valverde
- Villaggio degli Sposi

### Le ex circoscrizioni
Negli anni settanta, alla loro nascita, le circoscrizioni della città di Bergamo erano nove, poi scesero a sette. L'8 aprile 2009 il consiglio comunale, per ottemperare alla direttiva della legge finanziaria 2008, ha accorpato le sette circoscrizioni della città in tre sole. Con le elezioni del 2014 sono state abolite, in virtù della Legge del 26 marzo 2010, n. 42, dal momento che Bergamo risulta al di sotto del nuovo limite di 250 000 abitanti.

#### Le tre circoscrizioni dal 2009 al 2014

Circoscrizioni dal 2009 al 2014

- Circoscrizione 1, comprendente i quartieri di Boccaleone, Borgo Palazzo, Campagnola, Celadina, Centro, Malpensata
- Circoscrizione 2, comprendente i quartieri di Carnovali, Colognola, Grumello del Piano, Longuelo, Loreto, San Paolo, San Tomaso de' Calvi, Santa Lucia, Villaggio degli Sposi
- Circoscrizione 3, comprendente i quartieri di Borgo Santa Caterina, Città Alta, Colli, Monterosso, Redona, Valtesse, Valverde

Gli ultimi presidenti dei consigli delle Circoscrizioni sono stati (rispettivamente per le tre circoscrizioni): Alessandro Trotta (PdL), Giuseppe Epis (lega Nord) e Daniele Lussana (PdL)

#### Le circoscrizioni prima del 2009

Circoscrizioni prima del 2009

- 1) Borgo Pignolo - Borgo Palazzo - Borgo San Lorenzo - Sant'Alessandro - Centro cittadino
- 2) Loreto - Longuelo - San Paolo - Santa Lucia
- 3) Città Alta - Colli
- 4) Monterosso - Valtesse - Conca Fiorita
- 5) Borgo Santa Caterina - Redona
- 6) Celadina - Viale Venezia - Malpensata - Boccaleone - Campagnola
- 7) Colognola - San Tomaso de' Calvi - Villaggio degli Sposi - Carnovali - Grumello del Piano

### "Grande Bergamo"

Comuni del progetto "Grande Bergamo" - in chiaro quelli che non hanno dato adesione formale.

Dal 2009 il comune di Bergamo ha avviato il progetto "Grande Bergamo" di coordinamento con i comuni dell'Hinterland, della Bassa Val Seriana, della Bassa Valle Imagna, dell'Isola orientale e della Bassa bergamasca settentrionale sui temi di sicurezza, pianificazione territoriale, trasporti pubblici ed energia. Tale progetto coinvolge altri 48 comuni attorno al capoluogo, di cui 40 hanno aderito formalmente:
- Albano Sant'Alessandro
- Almè
- Almenno San Bartolomeo
- Almenno San Salvatore
- Alzano Lombardo
- Azzano San Paolo
- Bagnatica
- Bergamo (capoluogo)
- Boltiere
- Bonate Sopra
- Bonate Sotto
- Brembate di Sopra
- Brusaporto
- Ciserano
- Comun Nuovo
- Costa di Mezzate
- Curno
- Dalmine
- Gorle
- Grassobbio
- Lallio
- Levate
- Montello
- Mozzo
- Nembro
- Orio al Serio
- Osio Sopra
- Osio Sotto
- Paladina
- Pedrengo
- Ponteranica
- Ponte San Pietro
- Pradalunga
- Presezzo
- Ranica
- San Paolo d'Argon
- Scanzorosciate
- Seriate
- Sorisole
- Stezzano
- Torre Boldone
- Torre de' Roveri
- Treviolo
- Valbrembo
- Verdellino
- Verdello
- Villa d'Almè
- Villa di Serio
- Zanica

## Economia
Come gran parte dell'economia del nord Italia, il complesso bergamasco è costituito soprattutto da piccole-medie imprese, con la presenza di grandi industrie, che vanno dal settore alimentare a quello metalmeccanico.

### Agricoltura
Gli spazi agricoli rimasti nell'area del comune di Bergamo sono pochi, e prevalentemente dedicati alla produzione di mais e di foraggio. Sono presenti alcune aziende di apicoltura.

### Artigianato
Sono presenti in città alcuni artigiani del legno, del ferro, e dei tessuti.

### Industria

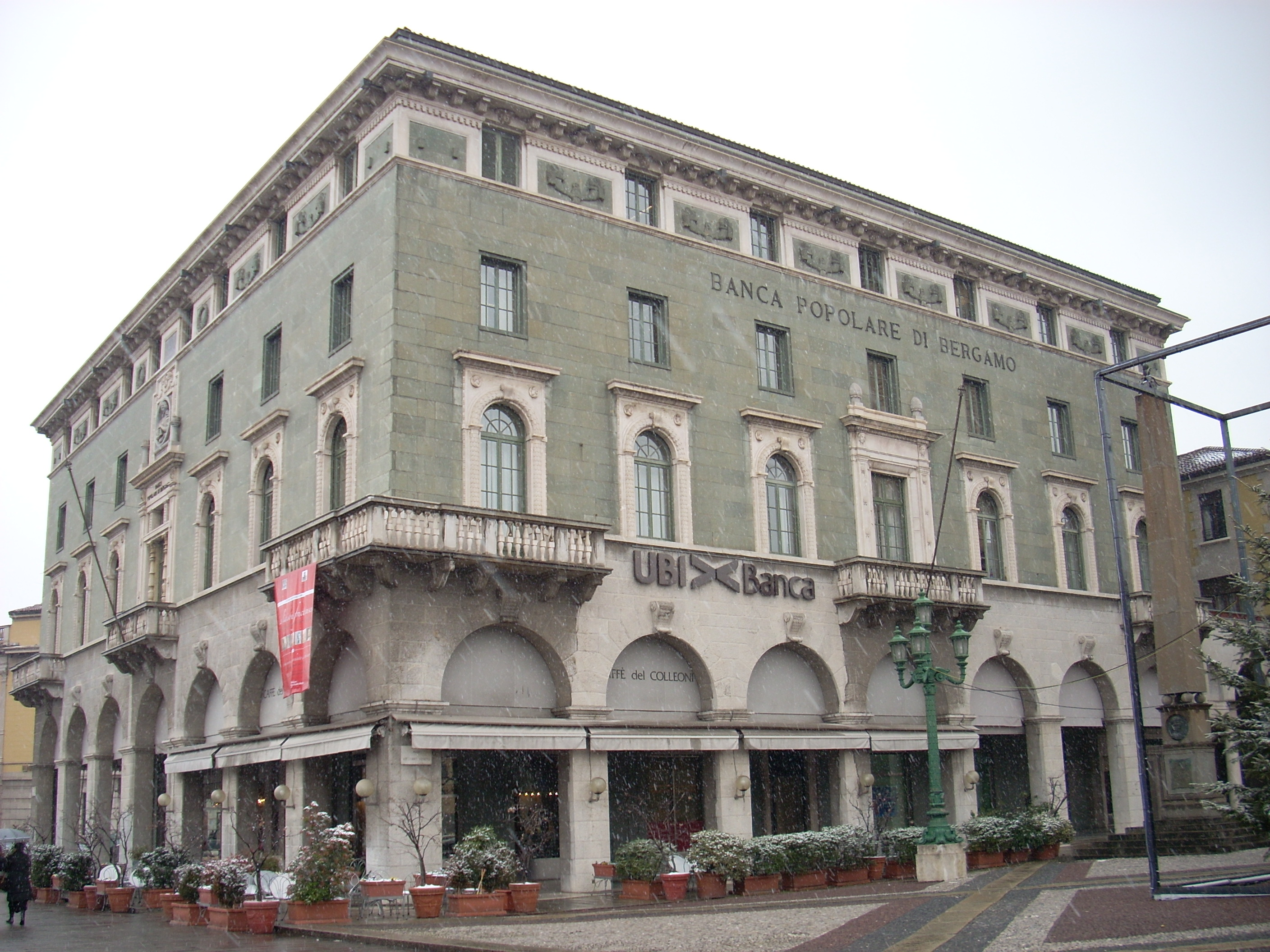
La sede storica della Banca Popolare di Bergamo in piazza Vittorio Veneto

Secondo lo studio sulle province UE a maggiore vocazione produttiva commissionato da Fondazione Edison e Confindustria nell'anno 2016, Bergamo risulta essere la seconda provincia Europea per valore aggiunto dall'industria, dietro a Brescia e davanti a Wolfsburg nel podio, con un valore corrispondente a circa 10 miliardi di euro. A Bergamo, sempre secondo questo studio, circa il 35% degli occupati risulta essere concentrato nel settore industriale.
In passato, nel comune di Bergamo avevano sede numerose industrie, quasi tutte trasferite nel circondario. La maggior parte si basava sull'uso dell'acqua delle rogge per la produzione tessile, installate in città nel periodo austroungarico (1814-1859).
Le aziende principali residenti in città sono:
- Italcementi SpA, quartier generale della quinta azienda a livello mondiale per la produzione di materiali da costruzione, in particolare cemento e derivati.
- Brembo, quartier generale e stabilimenti di produzione di impianti frenanti per veicoli ad alte prestazioni.
- Gewiss, società che opera a livello internazionale nella produzione di sistemi e componenti per la domotica, l'energia e l'illuminotecnica.
- Tenaris, produzione e fornitura di tubi e servizi per l'esplorazione e la produzione di petrolio e gas.
- ABB SpA, produzione di interruttori industriali.
- Lovato Electric SpA, produzione di componenti elettrici in bassa tensione per applicazioni industriali e soluzioni per l'energy management.

### Servizi
Negli ultimi quaranta anni è aumentata l'importanza dei settori bancario, commerciale e della comunicazione. Il settore dei servizi è trainante in città, come in ogni economia del terziario avanzato.

### Turismo

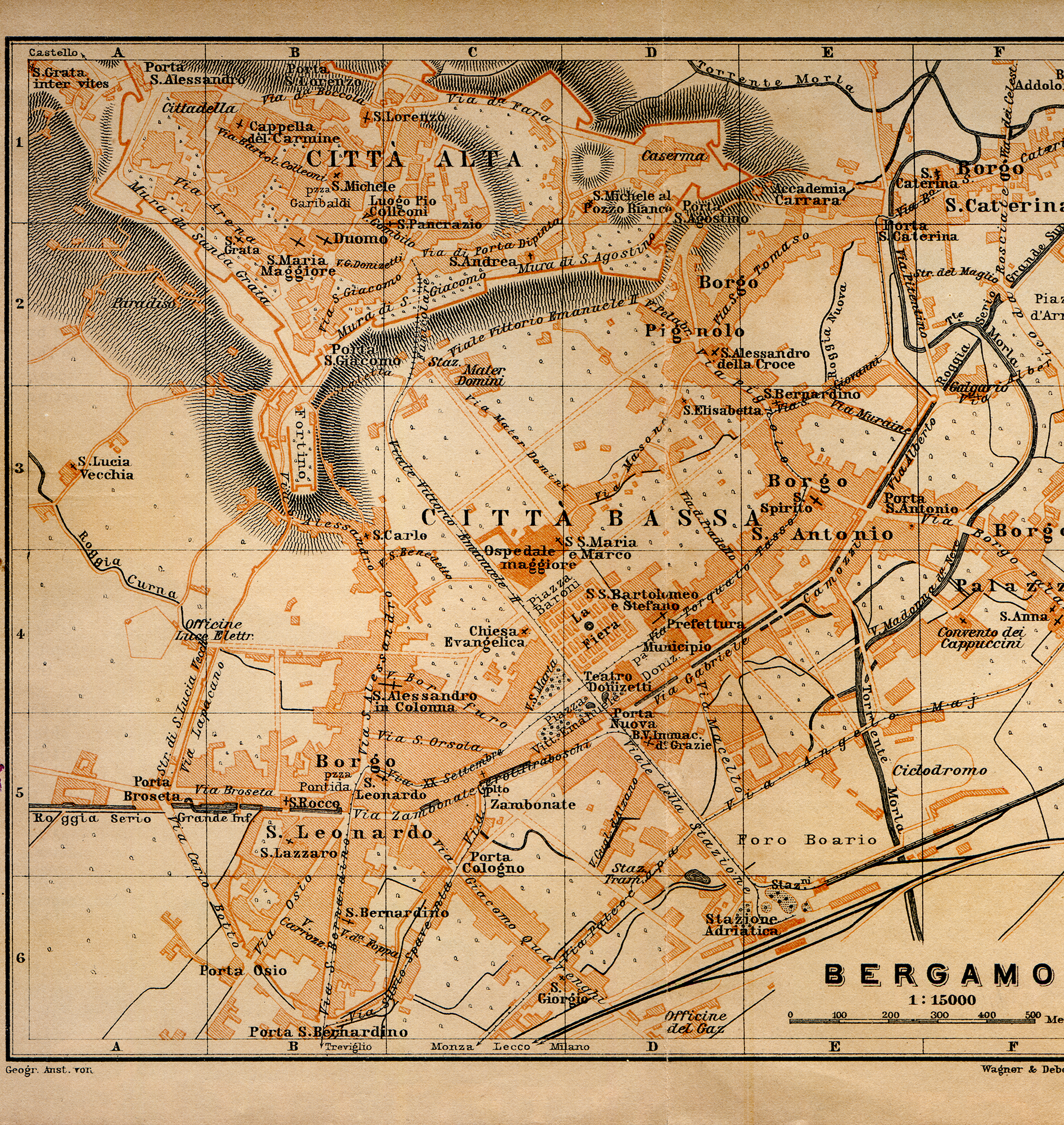
Bergamo in una guida Baedeker del 1906

L'attrattività turistica della città ha fortemente beneficiato della crescita del vicino aeroporto di Bergamo-Orio al Serio grazie alle compagnie a basso costo (Ryanair), pertanto i flussi turistici, pressoché di transito per le grandi mete del nord Italia, si caratterizzano per una fascia media.
| Area CAP | Alberghi | B&B | Affitti brevi | Totale | Letti / 100 abitanti | Abitanti |
| -------- | -------- | --- | ------------- | ------ | -------------------- | -------- |
| 24121    | 522      | 46  | 1146          | 1714   | 19,0                 | 9025     |
| 24122    | 913      | 59  | 1431          | 2403   | 23,9                 | 10.053   |
| 24123    | 0        | 27  | 243           | 270    | 2.0                  | 13.847   |
| 24124    | 0        | 25  | 571           | 596    | 4,0                  | 15.080   |
| 24125    | 20       | 28  | 631           | 679    | 3,4                  | 19.864   |
| 24126    | 650      | 21  | 289           | 960    | 3,4                  | 17.317   |
| 24127    | 0        | 26  | 253           | 279    | 2,1                  | 13.074   |
| 24128    | 229      | 46  | 54            | 329    | 2,2                  | 14.843   |
| 24129    | 366      | 46  | 1174          | 1586   | 18,0                 | 8.863    |
| Totale   | 2700     | 324 | 5792          | 8816   |                      | 121.966  |

In base ai dati del Comune di Bergamo, Città Alta dispone di 44,5 posti letto per 100 abitanti contro 23,9 per il centro della Città Bassa (24122) dove si concentrano gli alberghi (l'area Unesco di Firenze centro storico contava 67,8 posti letto per 100 abitanti nel 2018).

## Infrastrutture e trasporti

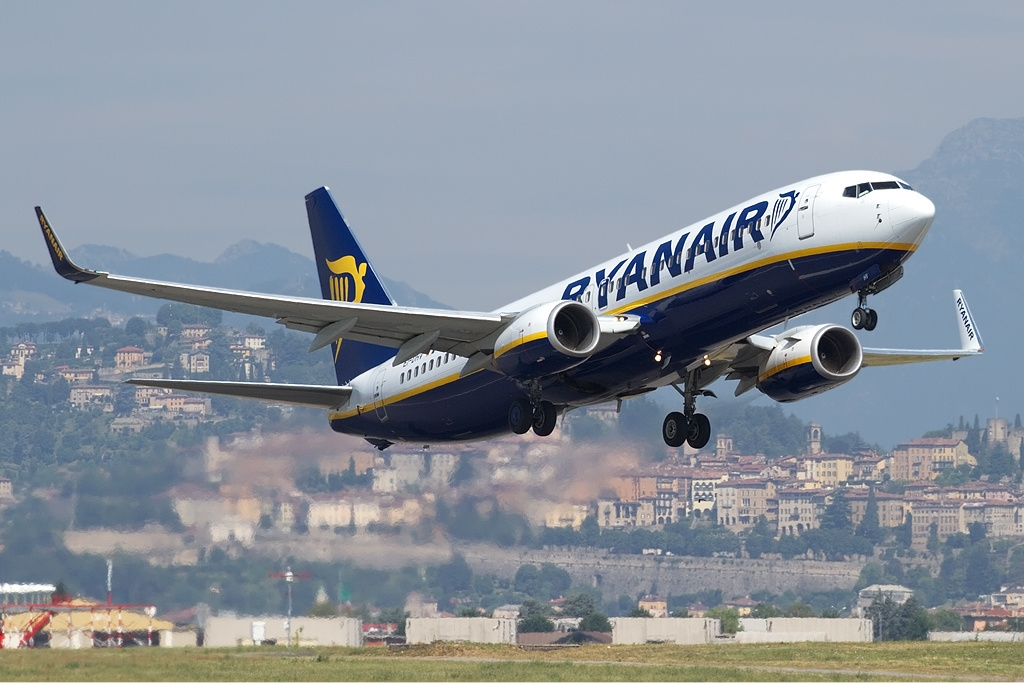
Aereo in partenza da Orio, con Città Alta sullo sfondo

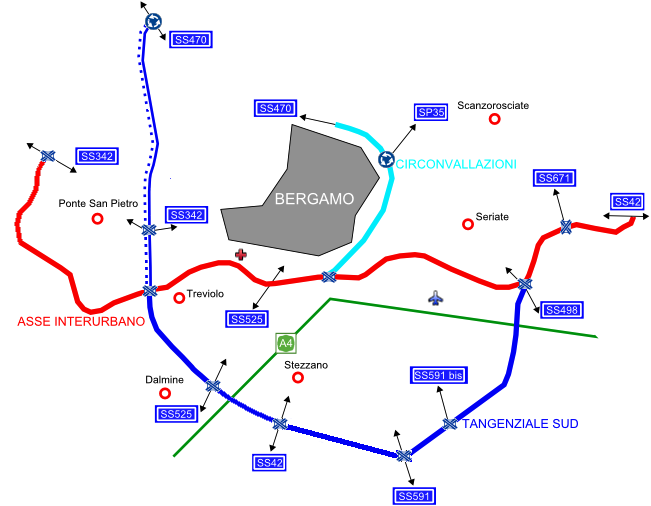
Le tangenziali di Bergamo

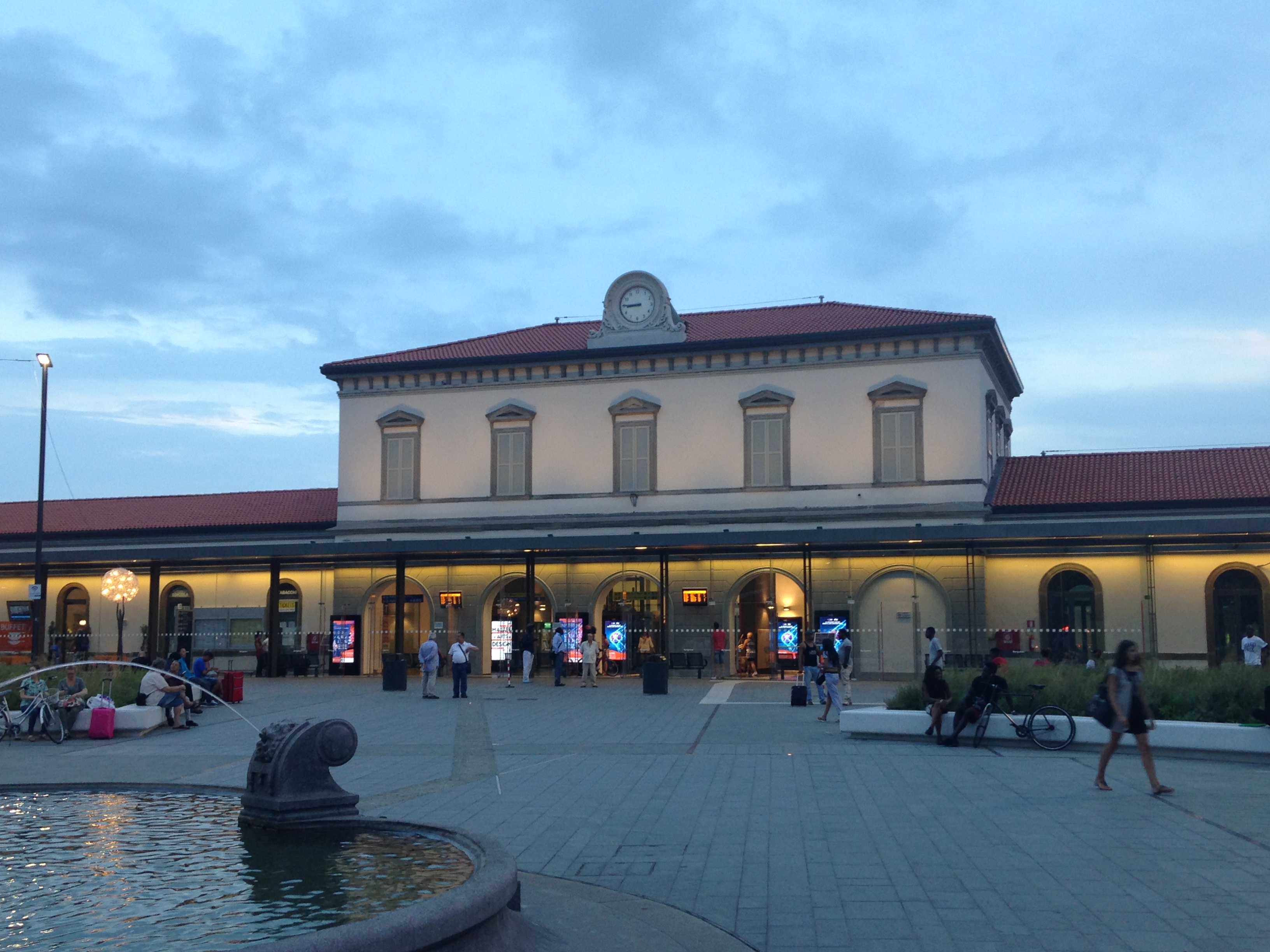
Stazione ferroviaria

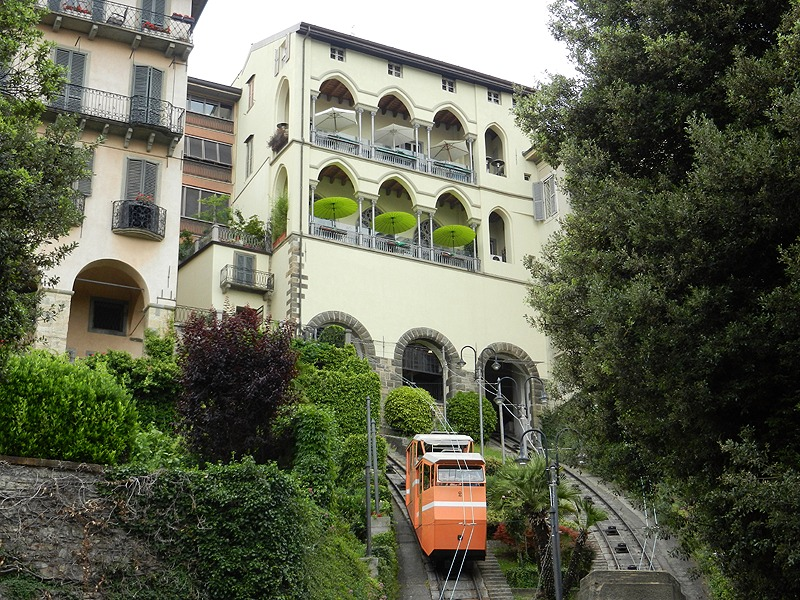
Funicolare di Bergamo Alta

### Strade
La città è attraversata dall'Autostrada A4, che la collega a Milano e Brescia.
Bergamo è circondata su tre lati (ovest, sud ed est) da un sistema di strade tangenziali, collegato all'autostrada, da cui partono le strade provinciali e statali dirette verso le valli e verso i capoluoghi delle province confinanti. La principale via di comunicazione tra la Val Brembana, il capoluogo orobico e il settore orientale della provincia è la Tangenziale Sud di Bergamo. Altre importanti infrastrutture stradali del capoluogo sono la tangenziale ovest, la tangenziale est, la circonvallazione e l'asse interurbano.
Il "Rondò delle Valli", altro nome del Largo Decorati al Valor Civile, è una rotatoria importante nel sistema viabilistico della città. Situato a nord-est, collega le strade statali e provinciali delle valli Seriana e Brembana con la circonvallazione che si snoda a sud del capoluogo, nonché con il centro cittadino.

### Ferrovie e tranvie
La stazione di Bergamo è servita da treni regionali operati da Trenord nell'ambito del contratto di servizio stipulato con la Regione Lombardia e collegamenti a lunga percorrenza svolti da Trenitalia.
Dalla Stazione di Bergamo partono inoltre treni Italo Treno, Frecciarossa e Frecciargento con capolinea la stazione di Roma Termini e Napoli Centrale, collegando la città, senza scali, a:
- Brescia
- Verona Porta Nuova
- Bologna Centrale
- Firenze Campo di Marte
- Roma Termini
- Napoli Centrale

Bergamo è inoltre servita da un'altra stazione minore chiamata Stazione di Bergamo Ospedale, che serve le linee per Milano Via Carnate e Lecco.
Nelle adiacenze della Stazione di Bergamo ha capolinea la tranvia Bergamo-Albino, inaugurata nel 2009.
Questa tranvia, chiamata T1, è l'unica linea di tram presente in città e collega la città di Bergamo alla Val Seriana.
La società che gestisce la tranvia è la Tramvie Elettriche Bergamasche, posseduta per il 55% da ATB (azienda trasporti Bergamo).

### Aeroporti
Bergamo è servita dall'aeroporto di Bergamo-Orio al Serio, da cui partono frequenti collegamenti con numerose città d'Italia e d'Europa. Dal 2015 è il terzo scalo italiano, dopo Roma-Fiumicino e Milano-Malpensa. L'aeroporto, dal 23 marzo 2011, è intitolato al pittore Michelangelo Merisi da Caravaggio in onore del 400º anniversario della morte dell'artista, prendendo il nome di «Aeroporto Internazionale Il Caravaggio di Bergamo Orio al Serio». Informalmente l'aeroporto è comunque identificato dal traffico aereo nazionale e internazionale col nome commerciale "Milano Orio" o "Milano Bergamo".
L'aeroporto è inoltre servito da compagnie a basso costo come: Ryanair, Wizz Air e EasyJet.

### Mobilità urbana

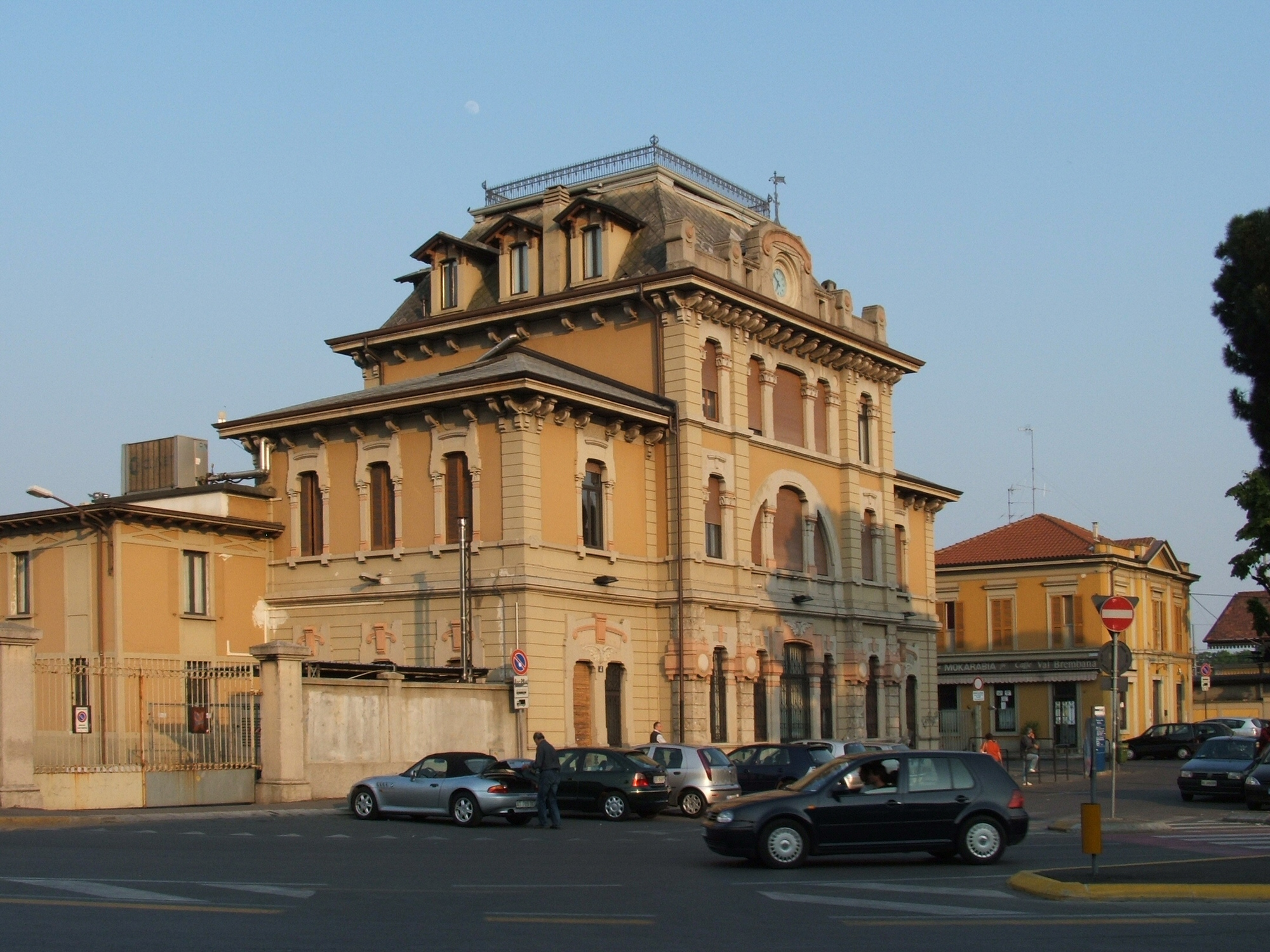
Stazione delle Ferrovie delle Valli

Il trasporto pubblico urbano è gestito da Azienda Trasporti Bergamo mediante una rete costituita da:
- 13 linee di autobus che collegano le varie zone della città e i comuni circostanti.
- il Tram delle Valli T1, che collega Bergamo alla Val Seriana, con capolinea ad Albino, in sede indipendente ed operato da TEB.
- la Funicolare di Bergamo Alta, che collega la città bassa (viale Vittorio Emanuele II) con quella alta (piazza Mercato delle Scarpe).
- la Funicolare di Bergamo-San Vigilio, che unisce la città alta (porta Sant'Alessandro) con il colle di San Vigilio.

Altre aziende (Locatelli, SAB) costituiscono il consorzio Bergamo Trasporti, che gestisce il collegamento con i comuni della provincia che non vengono raggiunti dal servizio di trasporto pubblico, mentre autobus a lunga percorrenza (Flixbus, Itabus, Marinobus ecc) hanno come capolinea la stazione autolinee o l'aeroporto di Orio.
La linea tram a sede indipendente T2 Bergamo FS - Villa d'Almè, la linea ferroviaria Bergamo FS - Aeroporto di Orio al Serio e la linea di autobus ad alta percorrenza e a corsia dedicata e-Brt Bergamo FS - Verdello FS sono in costruzione da gennaio 2024, con messa in funzione entro il 2026.

### Piste ciclabili e bike sharing
Il bike sharing cittadino La BiGi conta 72 stazioni distribuite in tutti i quartieri e una flotta di 438 biciclette. Il servizio è attivo 24 ore su 24, all'interno dei confini comunali.
La rete ciclabile cittadina è organizzata su linee capillari nella città e segnalate da cartelli stradali. Il totale complessivo di piste ciclabili e corsie ciclabili nel territorio comunale è di 97 km.
Le piste ciclabili che si estendono in provincia più importanti sono quelle della Valle Seriana (Bergamo - Clusone), della Val Brembana (Bergamo - Piazza Brembana), dell'Isola (Bergamo - Sotto il Monte Giovanni XXIII), del Lago d'Iseo (Lovere - Sarnico), e la Pedemontana Alpina.

### Ferrovie in passato
In passato la città era al centro di una estesa rete costituita da ulteriori relazioni ferrotranviarie:
- Ferrovia della Valle Seriana, con capolinea presso la stazione di Bergamo FVS
- Ferrovia della Valle Brembana, con capolinea presso la stazione di Bergamo FVB
- Tranvia Monza-Trezzo-Bergamo
- Tranvia Bergamo-Albino
- Tranvia Bergamo-Trescore-Sarnico
- Tranvia della Val Cavallina
- Tranvia Bergamo-Soncino
- Tranvia Lodi-Treviglio-Bergamo

Fra il 1884 e il 1957 era attiva in città un'estesa rete tranviaria urbana, progressivamente sostituita con una rete filoviaria che a sua volta operò fra il 1950 e il 1978.

## Amministrazione

### Consolati
Bergamo è sede dei seguenti consolati onorari:
- Bolivia[79]
- Malawi[80]
- Svizzera[81]

### Gemellaggi
Bergamo è gemellata con:
- Greenville, Stati Uniti, dal 1985[82][83]
- Bengbu, Cina, dal 1988[82]
- Mulhouse, Francia, dal 1989[82][84]
- Tver', Russia, dal 1989[82][85]
- Pueblo, Stati Uniti, dal 2005[86]
- Cochabamba, Bolivia, dal 2008[87]
- Olkusz, Polonia, dal 2009[82][88]
- Ludwigsburg, Germania, dal 2022[89]
- Buča, Ucraina, dal 2022[90]

Inoltre è in partenariato con:
- Posadas, Argentina, dal 1998[91]
- Dąbrowa Górnicza, Polonia, dal 2009[82]
- Bolesław, Polonia, dal 2009[82]

## Sport

### Calcio

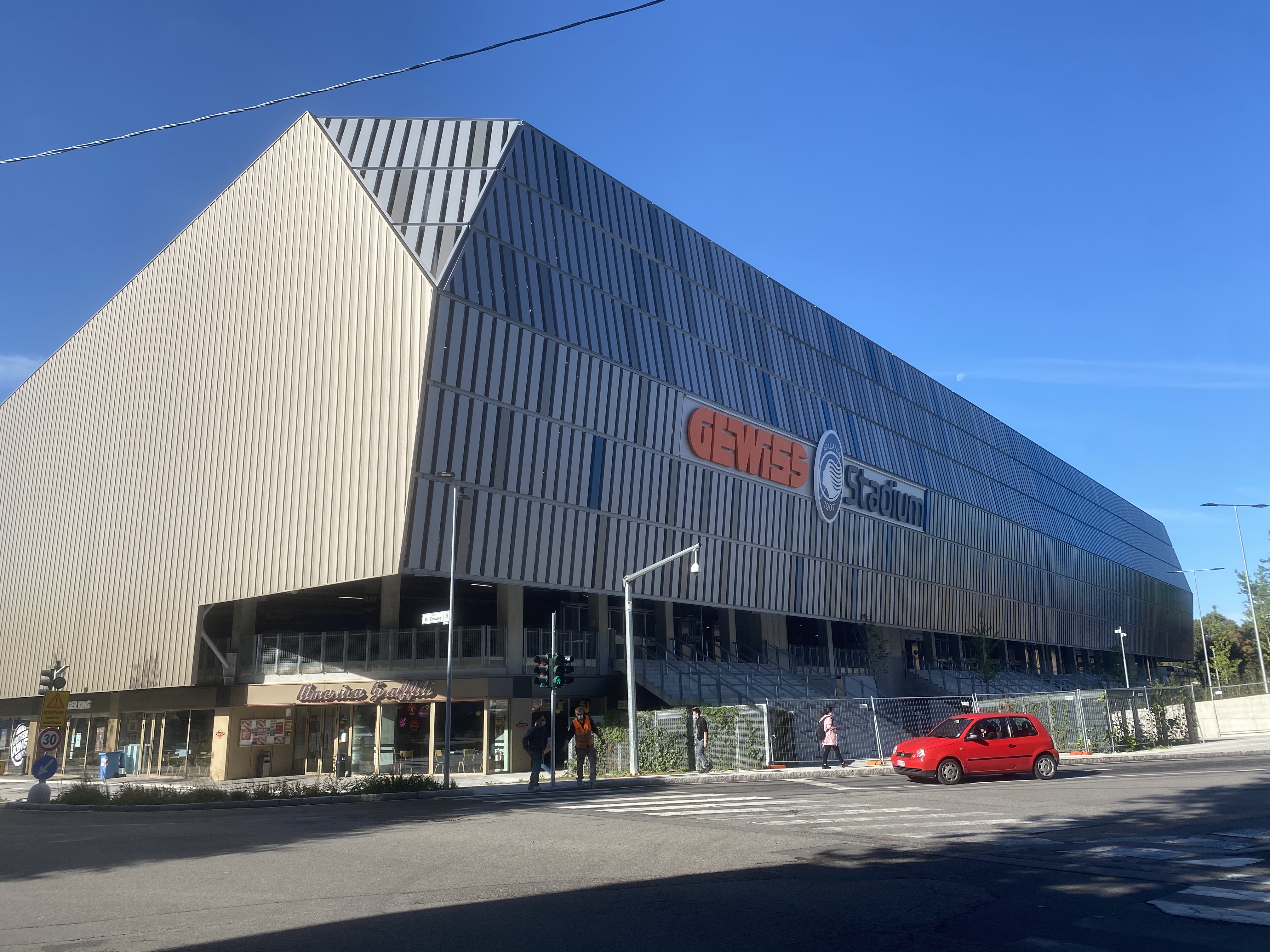
Il Gewiss Stadium, fino al 2019 con il nome di Stadio Atleti Azzurri d'Italia, impianto di proprietà dell’Atalanta.

La società sportiva più seguita a Bergamo è la squadra di calcio della città, l'Atalanta, che milita in Serie A. La Dea, soprannome dato alla formazione, conta nel suo palmarès una Coppa Italia e una Europa League.
Dal 2023 è sorta anche la seconda squadra della società bergamasca, l'Atalanta Under 23, che milita nel campionato di Serie C.

### Pallavolo
La squadra bergamasca più titolata è il Volley Bergamo femminile - conosciuta fino al 2018 come Foppapedretti Bergamo e dal 2018 al maggio 2022 con il nome di Zanetti Bergamo - che, con un palmarès di 8 scudetti, 7 Champions League, 1 Coppa CEV, 6 Coppe Italia, 6 Supercoppe italiane, è considerata una delle squadre più forti del continente.
Oggi la sua tradizione e il titolo sportivo sono stati ereditati dal Bergamo 1991.

### Pallacanestro
La squadra maschile Alpe Bergamo, allenata da Carlo Recalcati, dopo aver vinto il campionato di Serie A2 1982-83 sponsorizzata SAV ha partecipato, come Binova, al campionato di Serie A1 della stagione 1983/84 subendo la retrocessione.
Dalla stagione 2025-2026 è presente la BluBasket 1971, che ha trasferito in città la sua sede.
Nell'ambito del Wheelchair Basket, la Special Bergamo Sport disputa il campionato di Serie A1.

### Football americano
La squadra di football americano, i Lions Bergamo, è la più titolata d'Italia. Vanta 12 titoli nazionali (di cui 11 vinti tra il 1998 e il 2008), 3 titoli di campioni d'Europa e 1 Champions League. Le partite casalinghe vengono disputate al Centro Sportivo "Don Bepo Vavassori", presso il Villaggio degli Sposi.

### Atletica leggera
Diverse affermazioni in campo nazionale ed europeo negli 80 m, 300 m, nei 110 hs e nei 1 000 m sono arrivate dal vivaio. In città ha sede l'Atletica Bergamo 1959.

### Ciclismo
Giro d'Italia
Bergamo è stata sede di arrivo finale del Giro d'Italia nell'edizione del 1912, quando il 2 giugno si concluse l'ultima tappa (proveniente da Milano) con la vittoria di Vincenzo Borgarello e il successo finale della Squadra Atala.
In totale, la città è stata sede di tappa della "Corsa Rosa" in quattordici occasioni (cinque partenze e nove arrivi).
Le tappe con arrivo a Bergamo sono state le seguenti:
| Anno | Tappa  | Partenza        | km  | Vincitore di tappa            | Maglia rosa                    |
| ---- | ------ | --------------- | --- | ----------------------------- | ------------------------------ |
| 1912 | 9ª     | Milano          | 235 | Vincenzo Borgarello - Legnano | Atala                          |
| 1938 | 16ª    | Recoaro Terme   | 272 | Diego Marabelli               | Giovanni Valetti               |
| 1952 | 12ª    | Bolzano         | 226 | Oreste Conte                  | Fausto Coppi                   |
| 1976 | 21ª    | Terme di Comano | 238 | Felice Gimondi                | Johan De Muynck                |
| 1983 | 16ª-2ª | Milano          | 100 | Giuseppe Saronni              | Giuseppe Saronni               |
| 2007 | 14ª    | Cantù           | 192 | Stefano Garzelli              | Danilo Di Luca                 |
| 2009 | 8ª     | Morbegno        | 209 | Kanstancin Siŭcoŭ             | Danilo Di Luca Thomas Löfkvist |
| 2017 | 15ª    | Valdengo        | 199 | Bob Jungels                   | Tom Dumoulin                   |
| 2023 | 15ª    | Seregno         | 195 | Brandon McNulty               | Bruno Armirail                 |

È stata inoltre sede di partenza delle seguenti tappe del Giro d'Italia:
| Anno | Tappa | Arrivo             | km  | Vincitore di tappa | Maglia rosa      |
| ---- | ----- | ------------------ | --- | ------------------ | ---------------- |
| 1938 | 17ª   | Varese             | 154 | Cesare Del Cancia  | Giovanni Valetti |
| 1952 | 13ª   | Como               | 143 | Alfredo Pasotti    | Fausto Coppi     |
| 1983 | 17ª   | Colli di San Fermo | 91  | Alberto Fernández  | Giuseppe Saronni |

Altre competizioni
Il 29 giugno 2008 ha ospitato il Campionato italiano di ciclismo su strada categoria Professionisti con la vittoria di Filippo Simeoni.
Inoltre Bergamo è spesso sede della partenza oppure dell'arrivo del Giro di Lombardia, l'ultima delle cinque Classiche Monumento in programma ogni anno.

### Tennis
Dal 2006 Bergamo ospita gli "Internazionali di Tennis di Bergamo"; la prima edizione del torneo challenger è andata al tennista inglese Alex Bogdanović che ha battuto in finale l'italiano Simone Bolelli, complice anche il ritiro di quest'ultimo; l'edizione 2007 ha di nuovo visto la sconfitta di Bolelli in finale ad opera del veterano francese Fabrice Santoro. Notevoli le partecipazioni del veterano olandese Sjeng Schalken e del futuro semifinalista degli Australian Open Jo-Wilfried Tsonga mentre Matteo Berrettini si è aggiudicato l'edizione del 2018 e Jannik Sinner quella del 2019.
A Bergamo hanno inoltre sede due Club di rilevanza regionale: il Tennis Club Bergamo e il Tennis Club Città dei Mille.

### Hockey su ghiaccio
La squadra di hockey su ghiaccio, l'HC Bergamo, milita nel campionato italiano di Serie C interregionale e disputa le partite casalinghe al palaghiaccio della Malpensata.
Dello stesso girone è l'H.C. Tecnochem Bergamo, che gioca al palaghiaccio di Zanica, poi chiuso.

### Rugby
La Rugby Bergamo è una delle società rugbistiche più grandi della bergamasca, con oltre 500 tesserati.
La formazione seniores milita in serie B (terza serie nazionale), mentre la seconda squadra milita in serie C (quarta serie nazionale).
Le partite in casa si giocano allo Stadio Sghirlanzoni.

### Pallanuoto
Due le squadre di pallanuoto: Bergamo Nuoto e Bergamo Alta. Bergamo Alta ha conquistato nel 2008 la promozione al campionato di serie A2; Bergamo Nuoto milita invece in serie C. Le partite casalinghe vengono disputate nella piscina Italcementi.

### Impianti sportivi
- Gewiss Stadium[94] (calcio)
- Palestra "Italcementi" (basket)
- Campo CONI (rugby, football, baseball, atletica)
- Piscina "Italcementi" (nuoto)
- PalaMonti (arrampicata)
- Campo "Utili"